# Llista de les roques, parets i agulles de Montserrat

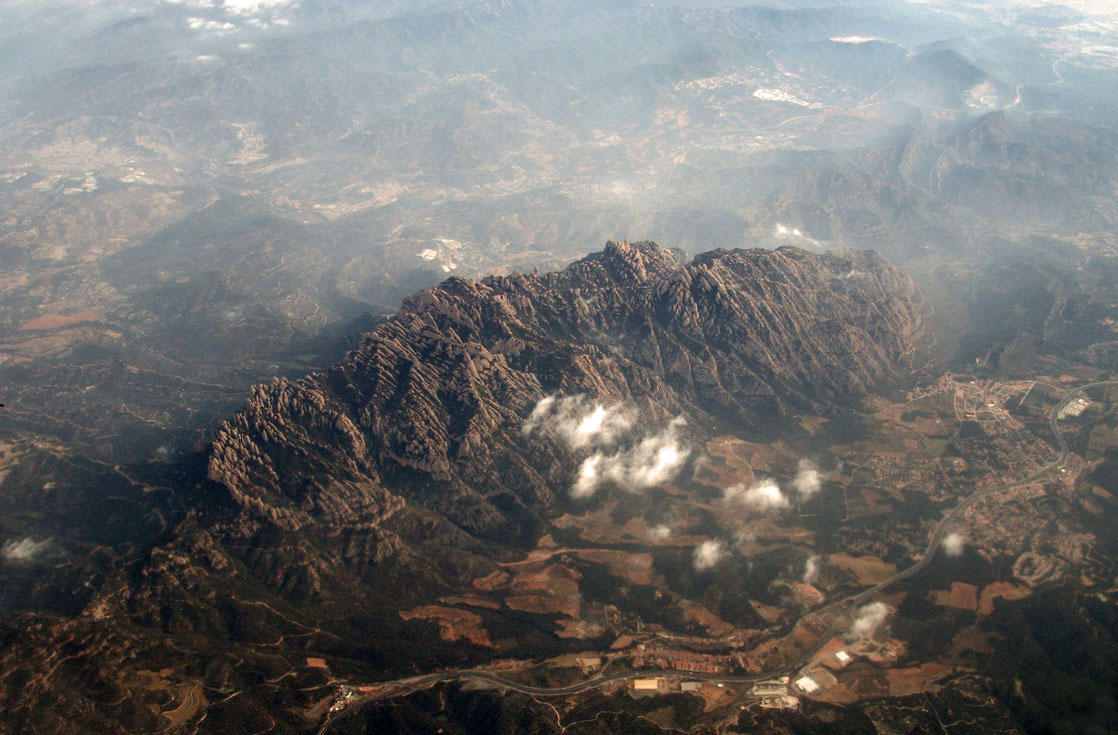
Vista aèria de la Muntanya de Montserrat.

Aquesta és la llista de les roques, parets i agulles de la Muntanya de Montserrat segons la nomenclatura establerta per Ramon de Semir en el seu plànol-guia del 1949, consolidada per altres autors, com Josep Barberà en el seu Montserrat pam a pam, i augmentada per altres.
En la seva cartografia Ramon de Semir desglossa la muntanya en sis regions i 35 seccions, assignant un número a cada roca o agulla en funció de la regió a la qual pertanyen: les roques de la regió d'Agulles són numerades de l'1 al 99, les dels Frares Encantats del 101 al 199, les dels Ecos del 201 al 299, les de Sant Jeroni o Tàbor del 301 al 399, les de Santa Magdalena o Tebes del 401 al 499 i les de Sant Salvador o Tebaida del 501 al 599.

## Regions
Seguim la classificació de Ramon de Semir.

### Regió d'Agulles

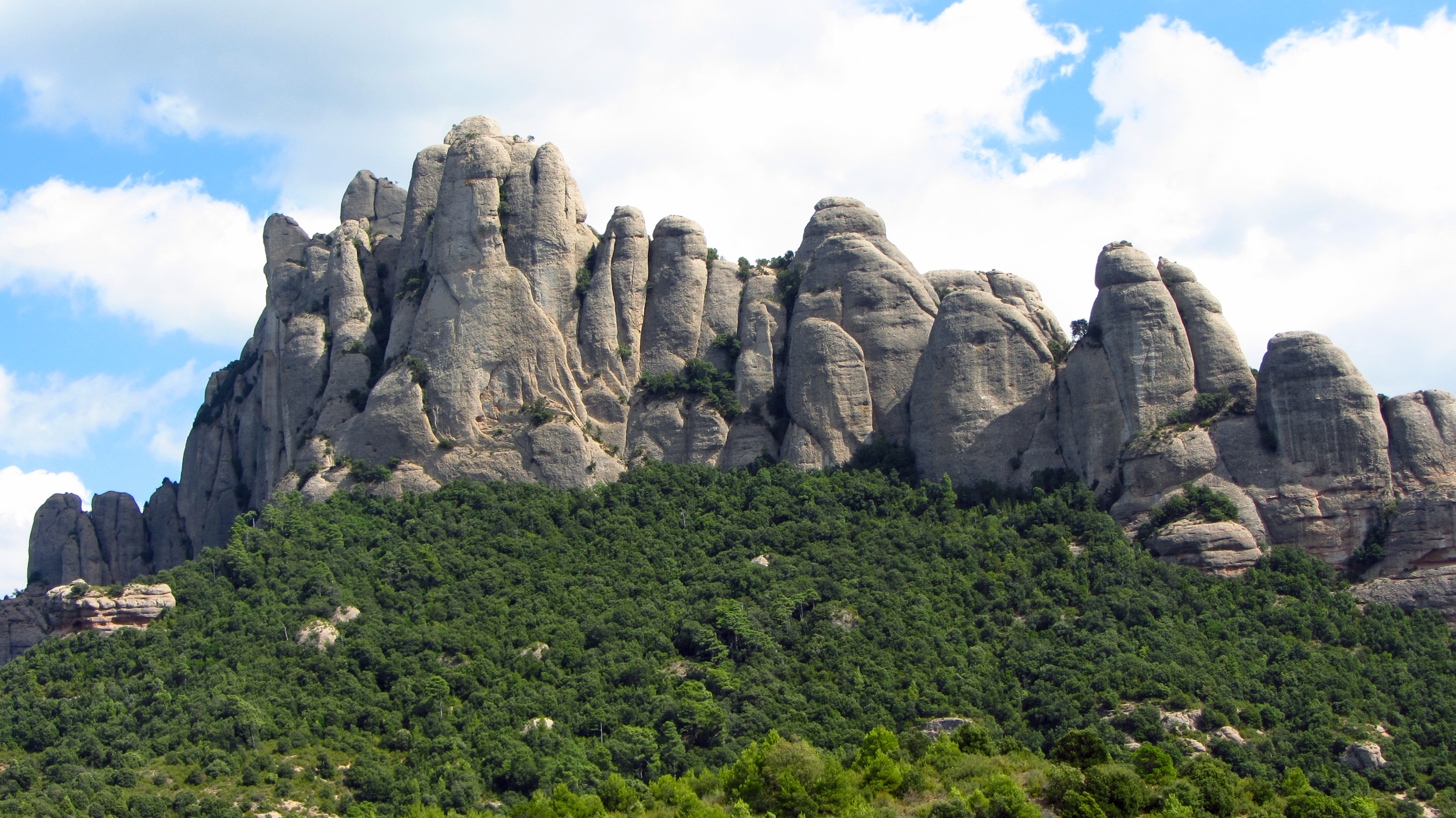
Regió d'Agulles

| Nom                                  | Número  | Tipus   | Secció        | Altres noms                    | Coordenades                                                  | Imatge                                                                            |
| ------------------------------------ | ------- | ------- | ------------- | ------------------------------ | ------------------------------------------------------------ | --------------------------------------------------------------------------------- |
| Agulla Alta de la Miranda            | 74      | agulla  | Bola          |                                |                                                              |                                                                                   |
| Agulla de la Foradada                | 69      | roca    | Bola          | Agulla dels Apòstols           | 41° 36′ 42.07″ N, 1° 47′ 13.99″ E / 41.6116861°N,1.7872194°E | Agulla de la Foradada, agulla Ignasi Capeta i el Gallaret                         |
| Agulla Ignasi Capeta                 | 68      | agulla  | Bola          |                                | 41° 36′ 41.11″ N, 1° 47′ 14.05″ E / 41.6114194°N,1.7872361°E | Agulla Ignasi Capeta, agulla de la Foradada i el Gallaret                         |
| Agulla Sense Nom                     | 20      | agulla  | Saques        |                                |                                                              |                                                                                   |
| Agulla Xica de la Miranda            | 73      | agulla  | Bola          |                                |                                                              |                                                                                   |
| Agulla de Corpus Christi             | 96.1    | agulla  | Bola          |                                |                                                              |                                                                                   |
| Agulla de l'Arbret                   | 48      | agulla  | Saques        |                                | 41° 36′ 35.09″ N, 1° 47′ 2.95″ E / 41.6097472°N,1.7841528°E  |                                                                                   |
| Agulla de l'Esquelet                 | 80      | agulla  | Saques        |                                | 41° 36′ 29.41″ N, 1° 47′ 2.59″ E / 41.6081694°N,1.7840528°E  | Agulla de l'Esquelet                                                              |
| Agulla de la Carnavalada             | 98      | agulla  | Bola          |                                |                                                              |                                                                                   |
| Agulla de la Venta                   |         | agulla  | Sant Pau Vell |                                |                                                              |                                                                                   |
| Agulla dels Tres                     |         | agulla  | Pallers       |                                | 41° 36′ 15.33″ N, 1° 46′ 50.86″ E / 41.6042583°N,1.7807944°E | Agulla dels Tres, Miranda de la Portella i el Dau                                 |
| La Figuereta                         | 34      | agulla  | Saques        | Agulla del Canal de la Figuera | 41° 36′ 31.14″ N, 1° 46′ 55.13″ E / 41.6086500°N,1.7819806°E | La Figuereta                                                                      |
| Agulla del Capdamunt                 | 29      | agulla  | Saques        |                                | 41° 36′ 29.06″ N, 1° 46′ 55.02″ E / 41.6080722°N,1.7819500°E | Agulla del Capdamunt                                                              |
| Agulla del Giravolt                  | 8       | agulla  | Pallers       |                                |                                                              |                                                                                   |
| Agulla del Sol Ponent                | 23      | agulla  | Saques        |                                | 41° 36′ 27.84″ N, 1° 46′ 52.98″ E / 41.6077333°N,1.7813833°E | Agulla del Sol Ponent                                                             |
| Agulla dels Espeleòlegs              | 39      | agulla  | Saques        |                                | 41° 36′ 32.38″ N, 1° 46′ 55.62″ E / 41.6089944°N,1.7821167°E |                                                                                   |
| Agulla dels Ossos                    | 50      | agulla  | Saques        |                                | 41° 36′ 35.29″ N, 1° 47′ 3.78″ E / 41.6098028°N,1.7843833°E  |                                                                                   |
| Agulla dels Set                      | 88      | agulla  | Bola          |                                | 41° 36′ 35.54″ N, 1° 47′ 5.71″ E / 41.6098722°N,1.7849194°E  |                                                                                   |
| Agulles de l'Era dels Pallers        | 9 a 11  | agulles | Pallers       |                                |                                                              |                                                                                   |
| Agulleta d'en Llaudó                 | 71.1    | agulla  | Bola          |                                |                                                              |                                                                                   |
| Agulleta del Serrat d'en Pujadé      | 72      | agulla  | Bola          |                                |                                                              |                                                                                   |
| Bolo Joe                             |         | roca    | Saques        |                                | 41° 36′ 28.31″ N, 1° 47′ 1.81″ E / 41.6078639°N,1.7838361°E  |                                                                                   |
| El Broc del Setrill                  | 91      | roca    | Bola          | El Broc Petit                  | 41° 36′ 29.05″ N, 1° 47′ 10.20″ E / 41.6080694°N,1.7861667°E | El Setrill i el Broc del Setrill                                                  |
| El Cap de Guerrer                    | 60      | roca    | Bola          | Bola de la Bitlla              | 41° 36′ 26.71″ N, 1° 47′ 6.43″ E / 41.6074194°N,1.7851194°E  | El Cap de Guerrer                                                                 |
| El Carbassó                          | 42      | agulla  | Saques        |                                | 41° 36′ 32.43″ N, 1° 46′ 58.33″ E / 41.6090083°N,1.7828694°E | El Carbassó                                                                       |
| El Dau                               | 16      | roca    | Pallers       |                                | 41° 36′ 16.48″ N, 1° 46′ 50.15″ E / 41.6045778°N,1.7805972°E | El Dau                                                                            |
| El Dàtil                             | 43      | roca    | Saques        |                                |                                                              |                                                                                   |
| El Gallaret                          | 67      | roca    | Bola          |                                | 41° 36′ 40.52″ N, 1° 47′ 14.65″ E / 41.6112556°N,1.7874028°E | El Gallaret, agulla de la Foradada i agulla Ignasi Capeta                         |
| El Gep Llarg                         | 26      | roca    | Saques        |                                | 41° 36′ 27.38″ N, 1° 46′ 54.83″ E / 41.6076056°N,1.7818972°E | El Gep Llarg                                                                      |
| El Gerro                             | 1       | roca    | Pallers       |                                |                                                              |                                                                                   |
| El Martell                           | 35      | agulla  | Saques        |                                |                                                              |                                                                                   |
| El Ninet                             | 40.1    | agulla  | Saques        |                                |                                                              | El Ninet                                                                          |
| El Pingüí                            | 79      | roca    | Saques        |                                | 41° 36′ 31.19″ N, 1° 47′ 2.73″ E / 41.6086639°N,1.7840917°E  | El Pingüí                                                                         |
| El Punyalet                          | 25.2    | agulla  | Saques        |                                | 41° 36′ 29.74″ N, 1° 46′ 54.54″ E / 41.6082611°N,1.7818167°E | El Punyalet                                                                       |
| El Sabre                             | 25.1    | agulla  | Sant Pau Vell | El Botxí                       | 41° 36′ 29.12″ N, 1° 46′ 53.83″ E / 41.6080889°N,1.7816194°E | El Sabre                                                                          |
| El Senatxo                           | 33      | roca    | Saques        |                                | 41° 36′ 30.55″ N, 1° 46′ 55.10″ E / 41.6084861°N,1.7819722°E | El Senatxo                                                                        |
| El Setrill                           | 85      | roca    | Bola          |                                | 41° 36′ 29.96″ N, 1° 47′ 10.19″ E / 41.6083222°N,1.7861639°E | El Setrill i el Broc del Setrill                                                  |
| El Timbaler del Bruc                 | 2       | roca    | Pallers       |                                |                                                              |                                                                                   |
| El Totxo de l'Enano                  |         | roca    | Bola          |                                | 41° 36′ 28.17″ N, 1° 47′ 6.86″ E / 41.6078250°N,1.7852389°E  | El Totxo de l'Enano, el Cap de Guerrer i la Veïna del Cap de Guerrer              |
| El Totxo dels Montoya                |         | roca    | Bola          |                                | 41° 36′ 24.94″ N, 1° 47′ 6.18″ E / 41.6069278°N,1.7850500°E  | El Totxo dels Montoya, petita roca entre el Cap de Guerrer i la Roca de la Partió |
| Els Merlets                          | 24 i 25 | roques  | Saques        |                                | 41° 36′ 27.46″ N, 1° 46′ 54.11″ E / 41.6076278°N,1.7816972°E | Els Merlets                                                                       |
| Gep del Joe                          |         | roca    | Saques        |                                | 41° 36′ 28.71″ N, 1° 47′ 1.64″ E / 41.6079750°N,1.7837889°E  |                                                                                   |
| L'Aglà                               | 31      | roca    | Saques        |                                | 41° 36′ 26.46″ N, 1° 46′ 59.07″ E / 41.6073500°N,1.7830750°E | L'Aglà i l'Agulla Mare                                                            |
| L'Agulla Mare                        | 32      | roca    | Saques        |                                | 41° 36′ 27.24″ N, 1° 46′ 58.82″ E / 41.6075667°N,1.7830056°E | L'Agulla Mare i l'Aglà                                                            |
| L'Aspirina                           |         | roca    | Saques        |                                | 41° 36′ 21.38″ N, 1° 46′ 57.09″ E / 41.6059389°N,1.7825250°E | L'Aspirina                                                                        |
| L'Enclusa d'Agulles                  | 71      | agulla  | Bola          |                                |                                                              |                                                                                   |
| L'Escorpí                            | 66      | agulla  | Bola          |                                |                                                              |                                                                                   |
| L'Ou de Colom                        | 93      | agulla  | Bola          |                                | 41° 36′ 33.47″ N, 1° 47′ 11.17″ E / 41.6092972°N,1.7864361°E | L'Ou de Colom                                                                     |
| La Bandereta                         | 37      | roca    | Saques        | Agulla Ven-Suri-Ven            | 41° 36′ 31.86″ N, 1° 46′ 55.07″ E / 41.6088500°N,1.7819639°E | La Bandereta                                                                      |
| La Bessona Inferior                  | 47      | agulla  | Saques        |                                | 41° 36′ 32.69″ N, 1° 47′ 3.57″ E / 41.6090806°N,1.7843250°E  | Les Bessones Inferior i Superior                                                  |
| La Bessona Superior                  | 46      | agulla  | Saques        |                                | 41° 36′ 32.48″ N, 1° 47′ 2.61″ E / 41.6090222°N,1.7840583°E  | Les Bessones Inferior i Superior                                                  |
| La Bitlla                            | 58      | agulla  | Bola          |                                | 41° 36′ 30.00″ N, 1° 47′ 6.80″ E / 41.6083333°N,1.7852222°E  | La Bitlla                                                                         |
| La Bola de la Partió                 | 57      | agulla  | Bola          |                                | 41° 36′ 30.91″ N, 1° 47′ 6.93″ E / 41.6085861°N,1.7852583°E  | La Bola de la Partió                                                              |
| La Boteruda                          | 27      | agulla  | Saques        |                                | 41° 36′ 27.89″ N, 1° 46′ 55.56″ E / 41.6077472°N,1.7821000°E | La Boteruda                                                                       |
| La Boteruda del Gra                  | 53      | agulla  | Bola          |                                | 41° 36′ 36.28″ N, 1° 47′ 7.90″ E / 41.6100778°N,1.7855278°E  | La Boteruda del Gra                                                               |
| La Cadireta                          | 70      | roca    | Bola          | La Roca del Centellar          | 41° 36′ 45.54″ N, 1° 47′ 11.19″ E / 41.6126500°N,1.7864417°E | La Cadireta                                                                       |
| La Corona de la Reina                | 55      | roca    | Bola          |                                | 41° 36′ 34.07″ N, 1° 47′ 7.47″ E / 41.6094639°N,1.7854083°E  | La Corona de la Reina                                                             |
| La Filigrana                         | 45      | agulla  | Saques        | La Faluga                      | 41° 36′ 32.51″ N, 1° 47′ 1.33″ E / 41.6090306°N,1.7837028°E  | La Filigrana                                                                      |
| La Màquina de Tren                   | 90      | roca    | Bola          |                                | 41° 36′ 26.51″ N, 1° 47′ 9.41″ E / 41.6073639°N,1.7859472°E  | La Màquina de Tren                                                                |
| La Palangana                         | 38      | roca    | Saques        |                                | 41° 36′ 32.56″ N, 1° 46′ 55.13″ E / 41.6090444°N,1.7819806°E | La Palangana                                                                      |
| La Panxeta                           | 52      | agulla  | Bola          |                                | 41° 36′ 35.83″ N, 1° 47′ 6.78″ E / 41.6099528°N,1.7852167°E  | La Panxeta                                                                        |
| La Pelada                            | 19      | agulla  | Saques        |                                | 41° 36′ 24.90″ N, 1° 46′ 50.79″ E / 41.6069167°N,1.7807750°E | La Pelada                                                                         |
| La Peluda                            | 28      | agulla  | Saques        |                                | 41° 36′ 29.02″ N, 1° 46′ 54.28″ E / 41.6080611°N,1.7817444°E | La Peluda                                                                         |
| La Petitona                          |         | roca    | Saques        | Pedestal de la Pelada          | 41° 36′ 24.11″ N, 1° 46′ 50.66″ E / 41.6066972°N,1.7807389°E | La Petitona                                                                       |
| La Podrida                           | 49      | roca    | Saques        |                                | 41° 36′ 35.01″ N, 1° 47′ 1.81″ E / 41.6097250°N,1.7838361°E  |                                                                                   |
| La Reina                             | 56      | roca    | Bola          |                                | 41° 36′ 32.90″ N, 1° 47′ 7.39″ E / 41.6091389°N,1.7853861°E  | La Reina                                                                          |
| La Saca Gran                         | 41      | agulla  | Saques        | Agulla de Dionís, El Tríptic   | 41° 36′ 32.92″ N, 1° 46′ 57.14″ E / 41.6091444°N,1.7825389°E | La Saca Gran                                                                      |
| La Saca Petita                       | 40      | agulla  | Saques        | Esperò Nord de la Saca Gran    | 41° 36′ 33.21″ N, 1° 46′ 56.49″ E / 41.6092250°N,1.7823583°E | La Saca Petita i la Palangana                                                     |
| La Tisora N. i S.                    | 3       | agulles | Pallers       | La Tisora Gran i Petita        |                                                              |                                                                                   |
| La Tisoreta                          |         | roca    | Pallers       |                                |                                                              |                                                                                   |
| La Torta                             | 65      | agulla  | Bola          | La Mà                          |                                                              |                                                                                   |
| La Tretze                            | 13      | roca    | Pallers       |                                | 41° 36′ 14.45″ N, 1° 46′ 51.83″ E / 41.6040139°N,1.7810639°E | La Tretze i la Roca d'en Dalmau                                                   |
| La Tri-roca                          | 62 a 64 | roques  | Bola          |                                |                                                              |                                                                                   |
| La Vespa                             | 78      | agulla  | Saques        |                                | 41° 36′ 31.59″ N, 1° 47′ 3.63″ E / 41.6087750°N,1.7843417°E  | La Vespa                                                                          |
| La Veïna del Cap de Guerrer          | 59      | roca    | Bola          |                                | 41° 36′ 27.19″ N, 1° 47′ 6.52″ E / 41.6075528°N,1.7851444°E  | La Veïna del Cap de Guerrer i el Cap de Guerrer                                   |
| Les Dues Puntes                      | 54      | roques  | Bola          |                                | 41° 36′ 36.86″ N, 1° 47′ 9.22″ E / 41.6102389°N,1.7858944°E  |                                                                                   |
| Les Tres Maries                      |         | roques  | Sant Pau Vell |                                |                                                              |                                                                                   |
| Llastra Punxeguda                    |         | roca    | Pallers       |                                | 41° 36′ 13.67″ N, 1° 46′ 51.00″ E / 41.6037972°N,1.7808333°E | Llastra Punxeguda                                                                 |
| Merlet de la Torta                   | 76      | roca    | Bola          |                                |                                                              |                                                                                   |
| Mirador de la Miranda de les Boïgues |         | roca    | Saques        |                                | 41° 36′ 28.60″ N, 1° 46′ 56.99″ E / 41.6079444°N,1.7824972°E | Mirador de la Miranda de les Boïgues                                              |
| Miranda de la Portella               | 15      | roca    | Pallers       |                                | 41° 36′ 15.95″ N, 1° 46′ 49.94″ E / 41.6044306°N,1.7805389°E | Miranda de la Portella                                                            |
| Miranda de les Boïgues               | 30      | roca    | Saques        |                                | 41° 36′ 28.12″ N, 1° 46′ 57.52″ E / 41.6078111°N,1.7826444°E | La Miranda de les Boïgues                                                         |
| Miranda dels Ossos                   | 51      | roca    | Saques        |                                | 41° 36′ 36.38″ N, 1° 47′ 3.84″ E / 41.6101056°N,1.7844000°E  | Miranda dels Ossos                                                                |
| Pallers del Mal Any                  | 4 a 7   | roques  | Pallers       |                                |                                                              |                                                                                   |
| Pedstal del Martell                  | 36      | roca    | Saques        |                                |                                                              |                                                                                   |
| Punta Carriletl                      |         | roca    | Bola          |                                | 41° 36′ 36.82″ N, 1° 47′ 6.91″ E / 41.6102278°N,1.7852528°E  |                                                                                   |
| Roca 77                              | 77      | roca    | Bola          | Agulla dels Picazo             |                                                              | Roca 77 o Agulla dels Picazo envoltada per les agulles del seu entorn             |
| Roca 86                              | 86      | roca    | Bola          |                                |                                                              |                                                                                   |
| Roca 87                              | 87      | roca    | Bola          |                                |                                                              |                                                                                   |
| Roca 89                              | 89      | roca    | Bola          | Roca d'en Reniu                |                                                              | Roca 89 o d'en Reniu envoltada per les agulles del seu entorn                     |
| Roca 92                              | 92      | roca    | Bola          |                                | 41° 36′ 36.46″ N, 1° 47′ 5.73″ E / 41.6101278°N,1.7849250°E  |                                                                                   |
| Roca 94                              | 94      | roca    | Bola          |                                |                                                              |                                                                                   |
| Roca 95                              | 95      | roca    | Bola          |                                |                                                              |                                                                                   |
| Roca d'en Dalmau                     |         | roca    | Pallers       |                                | 41° 36′ 14.78″ N, 1° 46′ 51.53″ E / 41.6041056°N,1.7809806°E | Roca d'en Dalmau i la Tretze                                                      |
| Roca de Contrafort                   | 25.3    | roca    | Sant Pau Vell |                                |                                                              |                                                                                   |
| Roca de l'Arc de Guirló              |         | roca    | Sant Pau Vell |                                |                                                              |                                                                                   |
| Roca de l'Era dels Pallers           | 12      | roca    | Pallers       |                                |                                                              |                                                                                   |
| Roca de la Maranya                   | 96      | agulla  | Bola          |                                |                                                              |                                                                                   |
| Roca de la Partió                    | 61      | roca    | Bola          |                                | 41° 36′ 23.85″ N, 1° 47′ 5.86″ E / 41.6066250°N,1.7849611°E  | Roca de la Partió                                                                 |
| Roca de les Heures                   | 44      | roca    | Saques        |                                |                                                              |                                                                                   |
| Roca de les Vuit                     | 14      | roca    | Pallers       | LLastra del Dau                | 41° 36′ 15.65″ N, 1° 46′ 49.21″ E / 41.6043472°N,1.7803361°E | Roca de les Vuit                                                                  |
| Roca de lo Palauet                   |         | roca    | Pallers       |                                | 41° 36′ 13.29″ N, 1° 46′ 53.05″ E / 41.6036917°N,1.7814028°E | Roca de lo Palauet                                                                |
| Roca del Cartutxos                   |         | roca    | Pallers       |                                |                                                              |                                                                                   |
| Roca del Cirerer                     | 83      | roca    | Saques        |                                | 41° 36′ 30.88″ N, 1° 47′ 1.02″ E / 41.6085778°N,1.7836167°E  |                                                                                   |
| Roca del Dumbo                       | 84      | roca    | Bola          |                                |                                                              |                                                                                   |
| Roca dels Cinc Passos                | 82      | roca    | Saques        |                                | 41° 36′ 29.87″ N, 1° 47′ 0.93″ E / 41.6082972°N,1.7835917°E  |                                                                                   |
| Roca dels Pouetons                   | 81      | roca    | Saques        |                                | 41° 36′ 27.92″ N, 1° 47′ 2.65″ E / 41.6077556°N,1.7840694°E  |                                                                                   |
| Roca Dolça                           |         | roca    | Saques        |                                | 41° 36′ 29.85″ N, 1° 47′ 1.82″ E / 41.6082917°N,1.7838389°E  |                                                                                   |
| Roca Gran de la Portella             | 17      | roca    | Pallers       |                                | 41° 36′ 19.39″ N, 1° 46′ 50.74″ E / 41.6053861°N,1.7807611°E | Roca Gran de la Portella                                                          |
| Roca Petita de la Portella           | 18      | roca    | Saques        |                                | 41° 36′ 22.71″ N, 1° 46′ 50.22″ E / 41.6063083°N,1.7806167°E | Roca Petita de la Portella                                                        |
| Roca Petitona                        | 75      | roca    | Bola          |                                | 41° 36′ 36.44″ N, 1° 47′ 6.95″ E / 41.6101222°N,1.7852639°E  |                                                                                   |
| Sant Pau Vell                        | 97      | turó    | Sant Pau Vell |                                |                                                              |                                                                                   |
| Savina Inferior                      | 21      | agulla  | Saques        |                                | 41° 36′ 26.19″ N, 1° 46′ 51.94″ E / 41.6072750°N,1.7810944°E | Les Savines                                                                       |
| Savina Superior                      | 22      | agulla  | Saques        |                                | 41° 36′ 26.51″ N, 1° 46′ 51.85″ E / 41.6073639°N,1.7810694°E | Les Savines                                                                       |
| Serrat de Guirló                     | 99      | serrat  | Sant Pau Vell |                                |                                                              |                                                                                   |
| Serrat de les Arnes                  | 98.1    | serrat  | Pallers       |                                |                                                              |                                                                                   |
| Serrat de les Moixerigues            | 99      | serrat  | Pallers       |                                |                                                              |                                                                                   |

### Regió dels Frares Encantats

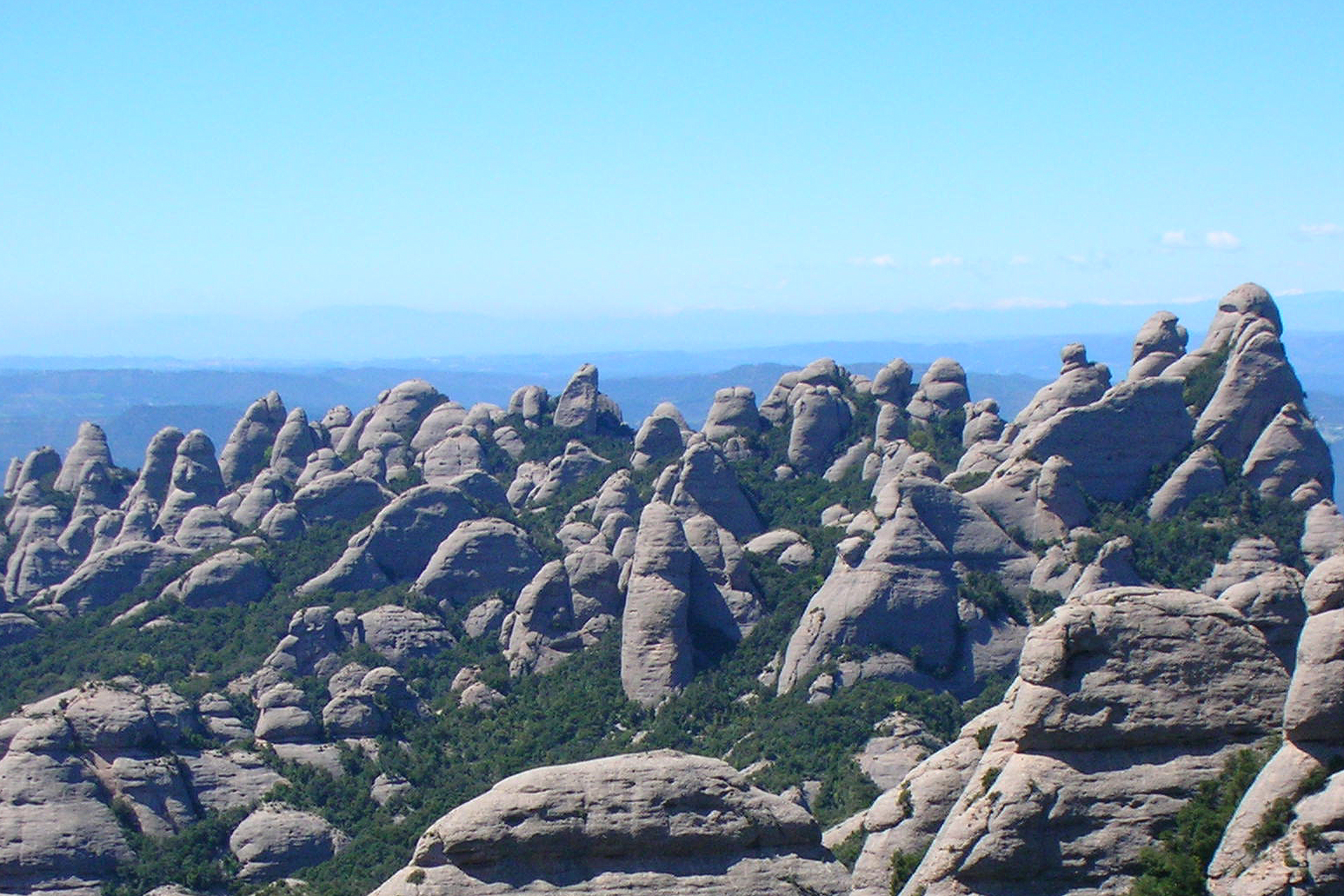
Regió dels Frares Encantats

| Nom                                 | Número    | Tipus      | Secció              | Altres noms                            | Coordenades                                                   | Imatge                |
| ----------------------------------- | --------- | ---------- | ------------------- | -------------------------------------- | ------------------------------------------------------------- | --------------------- |
| Agulla Fàcil                        |           | agulla     | Frares              |                                        |                                                               |                       |
| Agulla Gran del Pas del Príncep     | 159       | agulla     | Frares              |                                        |                                                               |                       |
| Agulla Inferior del Pas del Príncep | 160       | agulla     | Miranda del Príncep |                                        |                                                               |                       |
| Agulla Sens Nom                     | 120       | agulla     | Centenar            |                                        |                                                               |                       |
| Agulla d'en Charly                  | 174       | agulla     | Centenar            |                                        |                                                               | L'Agulla d'en Charly  |
| Agulla d'en Passola                 | 124       | agulla     | Centenar            |                                        |                                                               |                       |
| Agulla de la Boleta                 | 122       | agulla     | Centenar            | La Desconeguda                         |                                                               |                       |
| Agulla de la Princesa               | 153       | agulla     | Frares              |                                        |                                                               |                       |
| Agulla del Cingle                   | 124.1     | agulla     | Centenar            |                                        |                                                               |                       |
| Agulla del Rei                      | 158       | agulla     | Frares              |                                        |                                                               |                       |
| Agulla dels Caporals                | 186       | agulla     | Frares              |                                        |                                                               |                       |
| Boleta del Portell Estret           | 123       | agulla     | Centenar            |                                        |                                                               |                       |
| Cap d'en Calventus                  | 166       | roca       | Centenar            |                                        |                                                               | El Cap d'en Calventus |
| Contrafort de la 173                | 173.1     | contrafort | Frares              |                                        |                                                               |                       |
| Cota 107                            | 107       | roca       | Centenar            |                                        |                                                               |                       |
| Cota 108                            | 108       | roca       | Centenar            |                                        |                                                               |                       |
| Cota 109                            | 109       | roca       | Centenar            |                                        |                                                               |                       |
| Cota 175                            | 175       | roca       | Centenar            |                                        |                                                               |                       |
| Cota 178                            | 178       | roca       | Centenar            |                                        |                                                               |                       |
| Cresta Plana                        | 176 i 177 | roca       | Centenar            |                                        |                                                               |                       |
| El Bacallà                          | 156       | roca       | Frares              | L'Enclusa dels Frares, el Correcavalls |                                                               |                       |
| El Barret                           | 143       | agulla     | Frares              |                                        |                                                               |                       |
| El Bisbe                            | 136       | roca       | Frares              |                                        |                                                               |                       |
| El Bitllot                          | 162       | agulla     | Miranda del Príncep |                                        |                                                               |                       |
| El Caputxó d'en Semir               | 126       | agulla     | Centenar            |                                        |                                                               |                       |
| El Carquinyoli                      | 192       | agulla     | Centenar            |                                        |                                                               |                       |
| El Dit                              | 140       | agulla     | Frares              |                                        |                                                               |                       |
| El Dit Xic                          | 141       | agulla     | Frares              |                                        |                                                               |                       |
| El Ditet                            | 179       | roca       | Frares              |                                        |                                                               |                       |
| El Frare Amadeu                     | 150       | roca       | Frares              |                                        |                                                               |                       |
| El Frare Cirili                     | 149       | roca       | Frares              |                                        |                                                               |                       |
| El Frare Gros                       | 146       | roca       | Frares              |                                        |                                                               |                       |
| El Gendarme                         | 125       | agulla     | Centenar            |                                        |                                                               |                       |
| El Lloro                            | 139       | roca       | Frares              |                                        | 41° 36′ 39.78″ N, 1° 47′ 33.43″ E / 41.6110500°N,1.7926194°E  |                       |
| El Melindro                         | 110.1     | agulla     | Centenar            |                                        |                                                               |                       |
| El Morro Plà                        | 112       | agulla     | Centenar            |                                        |                                                               |                       |
| El Nas                              | 184       | roca       | Frares              |                                        |                                                               |                       |
| El Novici                           | 183       | agulla     | Frares              |                                        |                                                               |                       |
| El Pepino                           | 171       | roca       | Frares              |                                        |                                                               |                       |
| El Queixal                          | 131       | agulla     | Centenar            |                                        |                                                               |                       |
| El Talp                             | 170       | agulla     | Frares              |                                        |                                                               |                       |
| El Tub de la Patata                 | 172a      | roca       | Frares              |                                        |                                                               |                       |
| Els Frares Encantats                | 147 i 148 | roca       | Frares              |                                        |                                                               |                       |
| L'Amagada                           | 127       | agulla     | Centenar            |                                        |                                                               |                       |
| L'Asiàtica                          | 185       | rocs       | Frares              |                                        |                                                               |                       |
| L'Elefant Petit                     | 123       | agulla     | Centenar            | Agulla de les Tramperes                |                                                               |                       |
| L'Escut                             | 111       | agulla     | Centenar            | Miranda de la Nina                     |                                                               |                       |
| L'Ànec                              | 121       | agulla     | Centenar            |                                        |                                                               |                       |
| La Boleta Foradada                  | 105       | agulla     | Centenar            |                                        |                                                               |                       |
| La Caputxa                          | 132       | agulla     | Centenar            | Agulla de Vicenç Barber                |                                                               |                       |
| La Cua de Bacallà                   | 190       | roca       | Frares              | Salvat Papasseit                       |                                                               |                       |
| La Desdentegada                     |           | roca       | Miranda del Príncep |                                        |                                                               |                       |
| La Mamelluda                        | 117       | roca       | Centenar            |                                        |                                                               | La Mamelluda          |
| La Monja                            | 138       | roca       | Frares              |                                        |                                                               |                       |
| La Nana                             | 115       | agulla     | Centenar            |                                        |                                                               |                       |
| La Nina                             | 106       | agulla     | Centenar            |                                        |                                                               |                       |
| La Patata                           | 172       | agulla     | Frares              |                                        |                                                               |                       |
| Miranda de l'Alba                   | 119       | roca       | Centenar            |                                        |                                                               |                       |
| Miranda de l'Arcada                 |           | roca       | Miranda del Príncep |                                        |                                                               |                       |
| Miranda de les Agulles              | 187       | roca       | Miranda del Príncep |                                        | 41° 36′ 20.36″ N, 1° 47′ 7.714″ E / 41.6056556°N,1.78547611°E |                       |
| Miranda del Lloro                   | 137       | roca       | Frares              | L'Escolanet                            |                                                               |                       |
| Miranda del Príncep                 | 163       | turó       | Miranda del Príncep |                                        |                                                               |                       |
| Punta d'en Campanilles              | 116       | agulla     | Centenar            |                                        |                                                               |                       |
| Punta de la Desdentegada            |           | agulla     | Miranda del Príncep |                                        |                                                               |                       |
| Roca 113                            | 113       | roca       | Centenar            |                                        |                                                               |                       |
| Roca 118                            | 118       | roca       | Centenar            |                                        |                                                               |                       |
| Roca 129                            | 129       | roca       | Centenar            |                                        |                                                               |                       |
| Roca 133                            | 133       | roca       | Miranda del Príncep |                                        |                                                               |                       |
| Roca 134                            | 134       | roca       | Miranda del Príncep |                                        |                                                               |                       |
| Roca 135                            | 135       | roca       | Centenar            |                                        |                                                               |                       |
| Roca 142                            | 142       | roca       | Frares              |                                        |                                                               |                       |
| Roca 144                            | 144       | roca       | Frares              |                                        |                                                               |                       |
| Roca 145                            | 145       | roca       | Frares              |                                        |                                                               |                       |
| Roca 151                            | 151       | roca       | Frares              |                                        |                                                               |                       |
| Roca 152                            | 152       | roca       | Frares              |                                        |                                                               |                       |
| Roca 154                            | 154       | roca       | Frares              |                                        |                                                               |                       |
| Roca 155                            | 155       | roca       | Centenar            |                                        |                                                               |                       |
| Roca 157                            | 157       | roca       | Frares              |                                        |                                                               |                       |
| Roca 161                            | 161       | roca       | Miranda del Príncep |                                        |                                                               |                       |
| Roca 164                            | 164       | roca       | Frares              |                                        |                                                               |                       |
| Roca 165                            | 165       | roca       | Frares              |                                        |                                                               |                       |
| Roca 167                            | 167       | roca       | Centenar            |                                        |                                                               |                       |
| Roca 168                            | 168       | roca       | Centenar            |                                        |                                                               |                       |
| Roca 173                            | 173       | roca       | Frares              |                                        |                                                               |                       |
| Roca 180                            | 180       | roca       | Centenar            |                                        |                                                               |                       |
| Roca 181                            | 181       | roca       | Centenar            |                                        |                                                               |                       |
| Roca 182                            | 182       | roca       | Frares              |                                        |                                                               |                       |
| Roca 188                            | 188       | roca       | Frares              |                                        |                                                               |                       |
| Roca 191                            | 191       | roca       | Miranda del Príncep |                                        |                                                               |                       |
| Roca 193                            | 193       | roca       | Frares              |                                        |                                                               |                       |
| Roca 194                            | 194       | roca       | Frares              |                                        |                                                               |                       |
| Roca Separada                       | 169       | roca       | Centenar            |                                        |                                                               |                       |
| Roca Sota la Punta d'en Campanilles |           | roca       | Centenar            |                                        |                                                               |                       |
| Roca de Coll de Porc                | 189       | roca       | Frares              |                                        |                                                               |                       |
| Roca de Nadal                       | 110       | agulla     | Centenar            |                                        |                                                               |                       |
| Roca de la Grip                     | 114       | agulla     | Centenar            |                                        |                                                               |                       |
| Roca de la Nevada                   |           | roca       | Miranda del Príncep |                                        |                                                               |                       |
| Roca de les Balmes                  | 128       | agulla     | Centenar            |                                        |                                                               |                       |
| Roca del Centenar                   | 101       | roca       | Centenar            |                                        |                                                               |                       |
| Serrat del Centenar                 | 100 a 104 | serrat     | Centenar            |                                        |                                                               |                       |
| Turó del Pou de l'Enclusa           |           | turó       | Frares              |                                        |                                                               |                       |

### Regió dels Ecos

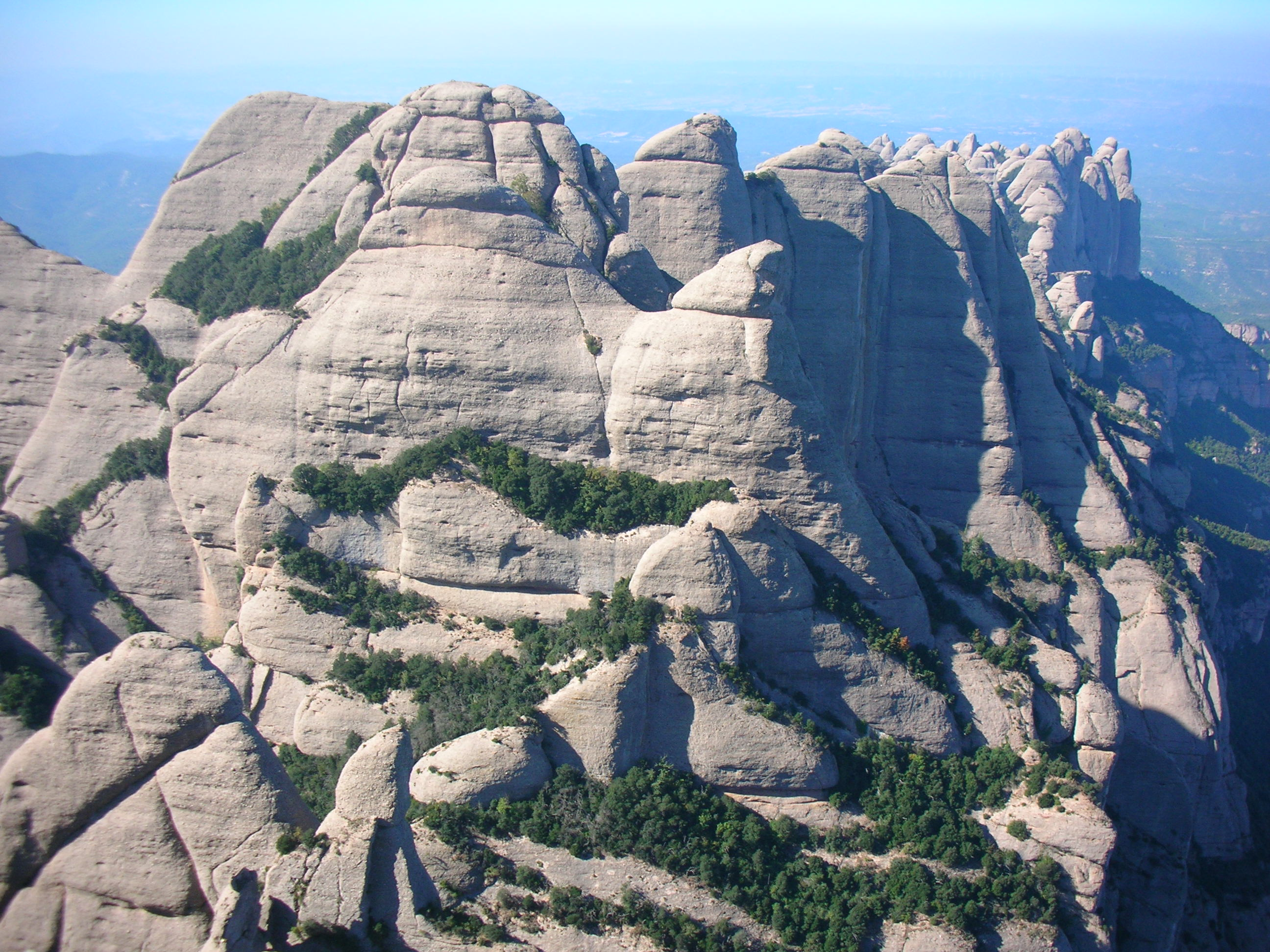
Regió dels Ecos

| Nom                                       | Número          | Tipus  | Secció    | Altres noms        | Coordenades                                                  | Imatge                 |
| ----------------------------------------- | --------------- | ------ | --------- | ------------------ | ------------------------------------------------------------ | ---------------------- |
| Agulla Albert Zanini                      | 259.1           | agulla | Palomera  |                    |                                                              |                        |
| Agulla Alta de la Coma dels Naps de Baix  | 243             | agulla | Comes     |                    |                                                              |                        |
| Agulla Fina dels Naps de Baix             | 275.2           | agulla | Roca Roja |                    |                                                              |                        |
| Agulla Severí Ventós                      |                 | agulla | Comes     |                    |                                                              |                        |
| Agulla Vista                              | 235             | agulla | Comes     |                    |                                                              |                        |
| Agulla de Can Jorba                       | 266             | agulla | Palomera  |                    |                                                              |                        |
| Agulla de Lluis Estasen                   | 207             | agulla | Ecos      |                    |                                                              |                        |
| Agulla de l'Alzina                        | 271.3           | agulla | Naps      |                    |                                                              |                        |
| Agulla de l'Estrep                        |                 | agulla | Comes     |                    |                                                              |                        |
| Agulla de la Benedicció                   | 259.2           | agulla | Palomera  |                    |                                                              |                        |
| Agulla de la Castanyada                   | 262             | agulla | Palomera  |                    |                                                              |                        |
| Agulla de la Falsa Foca                   | 270             | agulla | Naps      |                    |                                                              |                        |
| Agulla de la Foca                         | 291             | agulla | Naps      |                    |                                                              |                        |
| Agulla de la Font de la Cadireta          | 237             | agulla | Montgròs  |                    |                                                              |                        |
| Agulla de la Tempestat                    | 257             | agulla | Faraó     |                    |                                                              |                        |
| Agulla de la Verge de Lourdes             |                 | agulla | Faraó     |                    |                                                              |                        |
| Agulla del Castell                        | 98.3 i 98.4     | agulla | Roca Roja |                    |                                                              |                        |
| Agulla del David                          | 258.1           | agulla | Faraó     |                    |                                                              |                        |
| Agulla del Dissabte                       | 98.5            | agulla | Roca Roja |                    |                                                              |                        |
| Agulla del Mal Pas                        |                 | agulla | Faraó     |                    |                                                              |                        |
| Agulla del Miracle                        | 234             | agulla | Comes     |                    |                                                              |                        |
| Agulla del Pas del Nap                    | 285             | agulla | Naps      |                    |                                                              |                        |
| Agulla del Pas dels Micos                 | 287 i 288       | agulla | Ecos      |                    |                                                              |                        |
| Agulla del Pilot                          | 264.3           | agulla | Palomera  | Agulla de l'Àngel  |                                                              |                        |
| Agulla del Recontrapatufet                | 201.1           | agulla | Ecos      |                    |                                                              |                        |
| Agulla dels Naps de Dalt                  | 271             | agulla | Naps      |                    |                                                              |                        |
| Agulleta del Serrat del Faraó             | 290             | agulla | Faraó     |                    |                                                              |                        |
| Boleta dels Plecs                         | 223.1           | agulla | Montgròs  |                    |                                                              |                        |
| Bonys dels Naps 1                         | 280             | roca   | Naps      |                    |                                                              |                        |
| Bonys dels Naps 2                         | 281             | roca   | Naps      |                    |                                                              |                        |
| Bonys dels Naps 3                         | 282             | roca   | Naps      |                    |                                                              |                        |
| Bonys dels Naps 4                         | 283             | roca   | Naps      |                    |                                                              |                        |
| Bonys dels Naps 5                         | 284             | roca   | Naps      |                    |                                                              |                        |
| Camell dels Ecos                          | 205             | roca   | Ecos      |                    |                                                              |                        |
| Cap del Camell dels Ecos                  | 206             | agulla | Ecos      |                    |                                                              |                        |
| Cavall dels Brucs                         | 279             | roca   | Naps      | Pupa del Bruc      |                                                              |                        |
| El Boletet                                | 274.1           | agulla | Roca Roja |                    |                                                              |                        |
| El Cilindre                               | 239             | agulla | Comes     | El Cabrit          | 41° 36′ 10.99″ N, 1° 48′ 06.63″ E / 41.6030528°N,1.8018417°E | El Cilindre            |
| El Cor de Be                              | 267             | agulla | Comes     |                    |                                                              |                        |
| El Faraonet                               | 259.3           | agulla | Faraó     |                    |                                                              |                        |
| El Faraó                                  | 258             | agulla | Faraó     | Agulla del Mig     |                                                              |                        |
| El Musclet                                | 274             | roca   | Roca Roja |                    |                                                              |                        |
| El Patufet                                | 215             | agulla | Montgròs  |                    |                                                              |                        |
| El Taxi                                   | 268             | roca   | Naps      |                    |                                                              |                        |
| Els Ous del Faraó                         | 289             | roques | Faraó     |                    |                                                              |                        |
| L'Eco Petit                               | 244             | roca   | Ecos      |                    |                                                              |                        |
| L'Eco Superior                            | 201             | agulla | Ecos      |                    |                                                              |                        |
| L'Enganxada                               | 225             | roca   | Comes     |                    |                                                              |                        |
| L'Esfinx del Montgròs                     | 248             | roca   | Montgròs  |                    |                                                              |                        |
| L'Esfinx dels Ecos                        | 227             | roca   | Comes     |                    |                                                              |                        |
| L'Àlfil                                   | 287.1           | roca   | Ecos      |                    |                                                              |                        |
| L'Àlfil Dret                              |                 | roca   | Ecos      |                    |                                                              |                        |
| La Geperuda                               | 291.1           | agulla | Roca Roja |                    |                                                              |                        |
| La Gorra                                  | 275             | roca   | Roca Roja |                    |                                                              |                        |
| La Rampa de l'Esfinx                      | 252             | agulla | Montgròs  |                    |                                                              |                        |
| La Salamandra                             | 214             | roca   | Montgròs  |                    |                                                              |                        |
| La Vella                                  | 233             | agulla | Comes     |                    |                                                              |                        |
| Les Esquerdades                           | 264.2           | roques | Palomera  |                    |                                                              |                        |
| Merlet de la Roca Vella                   | 261.1           | roca   | Roca Roja |                    |                                                              |                        |
| Mirador de l'Oliverar                     | 264.1           | roca   | Palomera  |                    |                                                              |                        |
| Miranda de Can Jorba                      | 266.1           | roca   | Palomera  |                    |                                                              |                        |
| Miranda del Cilindre                      | 240             | roca   | Comes     | Miranda del Cabrit |                                                              |                        |
| Miranda dels Aurons                       | 224             | roca   | Comes     |                    |                                                              |                        |
| Miranda dels Ecos                         | 202             | roca   | Ecos      |                    |                                                              |                        |
| Plec del Llibre Inferior                  | 223.1           | agulla | Montgròs  |                    |                                                              |                        |
| Plec del Llibre Superior                  | 223             | agulla | Montgròs  |                    |                                                              |                        |
| Plec del Pi                               |                 | roca   | Montgròs  |                    |                                                              |                        |
| Roca 211                                  | 211             | roca   | Comes     |                    |                                                              |                        |
| Roca 216                                  | 216             | roca   | Montgròs  |                    |                                                              |                        |
| Roca 226                                  | 226             | roca   | Comes     |                    |                                                              |                        |
| Roca 228                                  | 228             | roca   | Comes     |                    |                                                              |                        |
| Roca 229                                  | 229             | roca   | Comes     |                    |                                                              |                        |
| Roca 232                                  | 232             | roca   | Comes     |                    |                                                              |                        |
| Roca 253                                  | 253             | roca   | Montgròs  |                    |                                                              |                        |
| Roca 272                                  | 272             | roca   | Naps      |                    |                                                              |                        |
| Roca 273                                  | 273             | roca   | Naps      |                    |                                                              |                        |
| Roca Inferior de l'Alzina                 | 271.2           | roca   | Naps      |                    |                                                              |                        |
| Roca Mur                                  | 265             | roca   | Palomera  |                    |                                                              |                        |
| Roca Plana dels Llamps                    | 247             | roca   | Montgròs  |                    | 41° 36′ 04.99″ N, 1° 48′ 17.10″ E / 41.6013861°N,1.8047500°E | Roca Plana dels Llamps |
| Roca Rodona                               | 269             | roca   | Naps      |                    |                                                              |                        |
| Roca Roja                                 | 286             | roca   | Roca Roja |                    |                                                              |                        |
| Roca Vella                                | 261             | roca   | Roca Roja |                    |                                                              |                        |
| Roca Veïna de L'Esquerra de la Salamandra | 213             | roca   | Montgròs  |                    |                                                              |                        |
| Roca Veïna de la Dreta de la Salamandra   | 236             | roca   | Montgròs  |                    |                                                              |                        |
| Roca d'en Guillot                         | 231             | roca   | Comes     |                    |                                                              |                        |
| Roca de Sota la Cota 209                  |                 | roques | Ecos      |                    |                                                              |                        |
| Roca de la Cajoleta                       | 223.2           | roca   | Montgròs  |                    |                                                              |                        |
| Roca de la Font del Llum                  |                 | roca   | Ecos      |                    |                                                              |                        |
| Roca de la Taula d'en Bernat              | 229.1           | roca   | Comes     |                    |                                                              |                        |
| Roca de la Vorera                         | 271.1           | roca   | Naps      |                    |                                                              |                        |
| Roca del Bassal dels Ferros               | 229.2           | roca   | Comes     |                    |                                                              |                        |
| Roca del Clot del Tambor                  | 98.2            | roca   | Roca Roja |                    |                                                              |                        |
| Roca del Grau                             | 238             | roca   | Montgròs  |                    |                                                              |                        |
| Roca del Joanet                           |                 | roca   | Palomera  |                    |                                                              |                        |
| Roca del Salt de la Nina                  | 210             | roca   | Ecos      |                    |                                                              |                        |
| Roca dels Aurons                          | 230             | roca   | Comes     |                    |                                                              |                        |
| Roca dels Esperantistes                   | 242             | roca   | Comes     |                    |                                                              |                        |
| Roca dels Nuvis                           | 241             | roca   | Comes     |                    |                                                              |                        |
| Roques de la Carena del Cavall dels Brucs | 276 a 278       | roques | Naps      |                    |                                                              |                        |
| Roques de la Carena del Salt de la Nina   | 208 i 209       | roques | Ecos      |                    |                                                              |                        |
| Roques dels Ecos                          | 203,204,245,246 | roca   | Ecos      |                    |                                                              |                        |
| Roques dels Plecs del Llibre              | 218 a 222       | roques | Montgròs  |                    |                                                              |                        |
| Serrat de la Palomera                     | 263 i 264       | serrat | Palomera  |                    |                                                              |                        |
| Serrat del Cabrit                         | 250 i 251       | serrat | Naps      |                    |                                                              |                        |
| Serrat del Faraó                          | 254 a 256       | serrat | Faraó     |                    |                                                              |                        |
| Serrat del Faraó Occidental               | 259 i 260       | serrat | Faraó     |                    |                                                              |                        |
| Serrat del Patufet                        | 249 i 212       | serrat | Ecos      |                    |                                                              |                        |
| Totxo del Clot del Tambor                 | 191.2           | roca   | Roca Roja |                    |                                                              |                        |
| Turó del Montgròs                         | 217             | turó   | Montgròs  |                    | 41° 35′ 59.90″ N, 1° 48′ 18.37″ E / 41.5999722°N,1.8051028°E | Turó del Montgròs      |
| Veïna de la Roca Roja                     | 286.1           | roca   | Roca Roja |                    |                                                              |                        |
| Veïna del Musclet                         | 275.1           | roca   | Roca Roja | Formigues          |                                                              |                        |

### Regió de Sant Jeroni o El Tabor

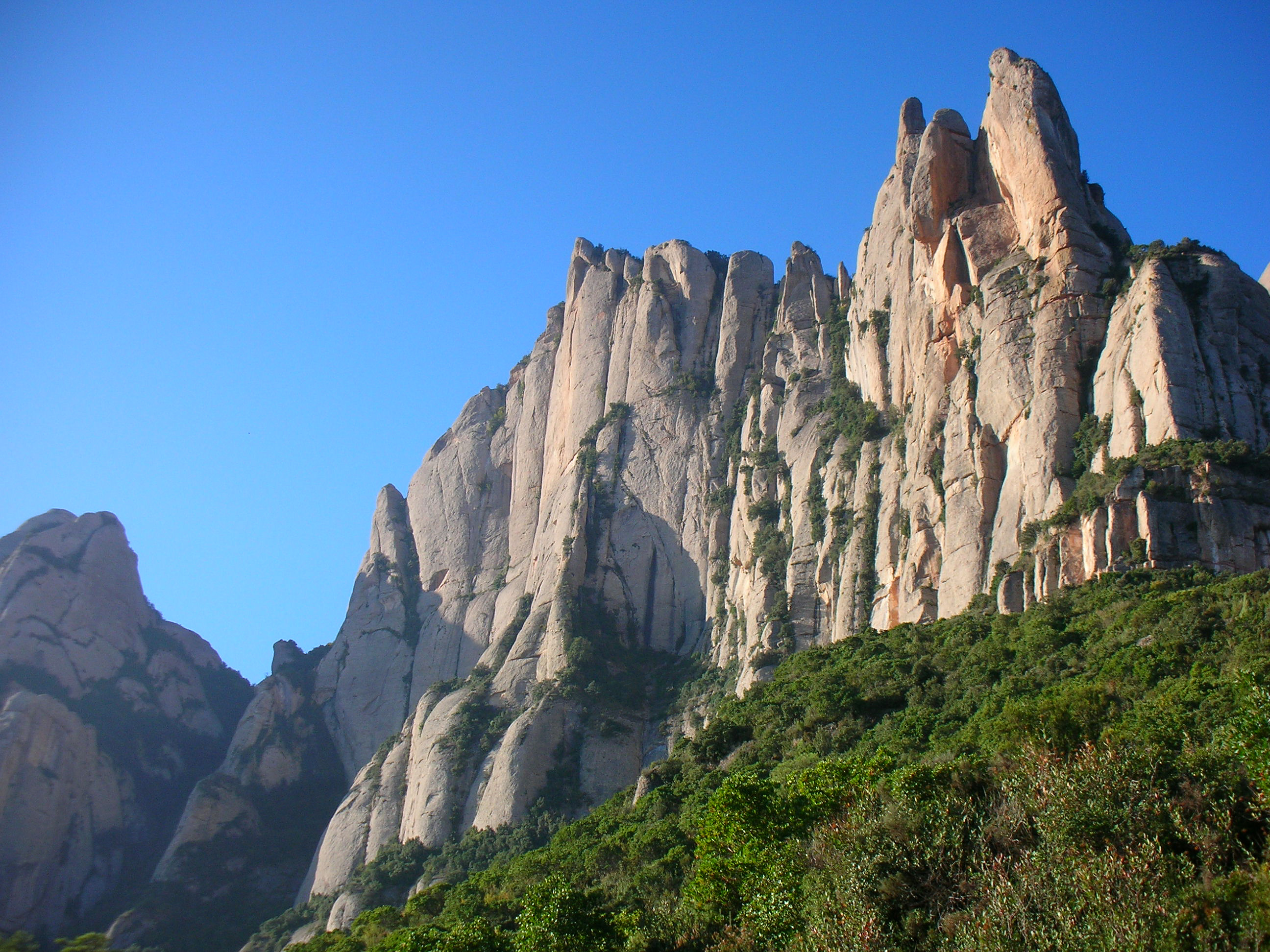
Regió de Sant Jeroni o El Tabor

| Nom                                    | Número        | Tipus  | Secció          | Altres noms                 | Coordenades                                                   | Imatge               |
| -------------------------------------- | ------------- | ------ | --------------- | --------------------------- | ------------------------------------------------------------- | -------------------- |
| Agulla Carles Carol                    | 329           | agulla | Serrat del Moro |                             |                                                               |                      |
| Agulla Migpartida                      |               | agulla | Sant Antoni     |                             |                                                               |                      |
| Agulla Predilecta                      | 388           | agulla | Sant Jeroni     |                             |                                                               |                      |
| Agulla d'en Millet                     | 394.3         | roca   | Sant Jeroni     |                             |                                                               |                      |
| Agulla d'en Ricard                     | 358           | agulla | Sant Antoni     |                             |                                                               |                      |
| Agulla de Jaume Bonany                 | 354           | agulla | Sant Antoni     |                             |                                                               |                      |
| Agulla de Santa Cecília                | 387.1         | agulla | Serrat del Moro |                             |                                                               |                      |
| Agulla de l'Alícia                     | 266.2         | agulla | Coll de Muset   |                             |                                                               |                      |
| Agulla de l'Avenc                      | 320           | agulla | Coll de Muset   |                             |                                                               |                      |
| Agulla de la Canal de Sant Jeroni      | 328           | agulla | Serrat del Moro |                             |                                                               |                      |
| Agulla de la Confluència               | 327           | agulla | Serrat del Moro |                             |                                                               |                      |
| Agulla de la Sang                      | 394.1         | agulla | Sant Jeroni     |                             |                                                               |                      |
| Agulla del Coll de la Llum             | 313           | agulla | Sant Jeroni     |                             |                                                               |                      |
| Agulla del Ninot                       | 379           | roca   | Sant Antoni     |                             |                                                               |                      |
| Agulla del Roser                       | 325.2         | agulla | Serrat del Moro |                             |                                                               |                      |
| Agulleta d'en Pany                     |               | agulla | Sant Jeroni     |                             |                                                               |                      |
| Ajaguda del Coll de Muset              | 319           | agulla | Coll de Muset   |                             |                                                               |                      |
| As de Bastos                           | 318.2         | roca   | Coll de Muset   |                             |                                                               |                      |
| Cap de Mort                            | 350           | roca   | Sant Antoni     |                             |                                                               |                      |
| Cap del Camell de Sant Jeroni          | 317 i 318     | roca   | Sant Jeroni     |                             |                                                               |                      |
| Carena del Puntal de l'Albarda         | 338           | carena | Albarda         |                             |                                                               |                      |
| Contrapuntal                           | 341           | agulla | Albarda         |                             |                                                               |                      |
| Déu-la-feu                             | 346.2         | agulla | Coll de Muset   |                             |                                                               |                      |
| El Braguer                             | 336           | agulla | Albarda         |                             |                                                               |                      |
| El Castellet                           | 383           | agulla | Coll de Muset   |                             |                                                               |                      |
| El Cigronet                            | 344           | agulla | Albarda         |                             |                                                               |                      |
| El Càntir                              | 335           | agulla | Albarda         |                             |                                                               |                      |
| El Gegant Encantat                     | 303           | agulla | Sant Jeroni     |                             |                                                               |                      |
| El Moro                                | 331           | roca   | Sant Antoni     | El Montcau, Roca del Migdia | 41° 36′ 12.66″ N, 1° 48′ 56.64″ E / 41.6035167°N,1.8157333°E  | El Moro              |
| El Petit Gegant                        | 303.1         | roca   | Sant Jeroni     |                             |                                                               |                      |
| El Sentinelleta                        | 312.5         | agulla | Sant Jeroni     |                             |                                                               |                      |
| El Teix                                | 389.1         | roca   | Sant Jeroni     |                             |                                                               |                      |
| El Truc                                | 346           | roca   | Coll de Muset   | Vinya Nova                  |                                                               |                      |
| Ganivet dels Diables                   | 360           | agulla | Sant Antoni     |                             |                                                               |                      |
| Gepes del Camell                       | 315 i 316     | roca   | Sant Jeroni     |                             |                                                               |                      |
| L'Albarda Castellana                   | 333 i 334     | turó   | Albarda         |                             | 41° 36′ 3.288″ N, 1° 48′ 48.91″ E / 41.60091333°N,1.8135861°E | L'Albarda Castellana |
| L'Ampolla                              | 312.4         | roca   | Sant Jeroni     |                             |                                                               |                      |
| La Barretina del Patriarca             | 356           | agulla | Sant Antoni     |                             |                                                               |                      |
| La Desgraciada                         | 337           | agulla | Albarda         |                             |                                                               |                      |
| La Fabiola                             | 382           | agulla | Coll de Muset   |                             |                                                               |                      |
| La Inclinada                           | 343           | agulla | Albarda         |                             |                                                               |                      |
| La Pera                                | 325.1         | agulla | Serrat del Moro |                             |                                                               |                      |
| La Petxina                             | 305           | agulla | Sant Jeroni     |                             |                                                               |                      |
| La Pilota                              | 390           | agulla | Sant Jeroni     |                             |                                                               |                      |
| La Popa                                | 312.3         | roca   | Sant Jeroni     |                             |                                                               |                      |
| La Trinxada                            | 383.1         | roca   | Coll de Muset   |                             |                                                               |                      |
| Mail i Muro Alicate                    | 340           | agulla | Albarda         |                             |                                                               |                      |
| Merlet de Sant Antoni                  |               | roca   | Sant Antoni     |                             |                                                               |                      |
| Mirador de la Palla                    | 318.1         | agulla | Coll de Muset   |                             |                                                               |                      |
| Mirador del Moro                       | 330           | roca   | Serrat del Moro |                             |                                                               |                      |
| Mirador dels Plecs del Llibre          |               | roca   | Coll de Muset   |                             |                                                               |                      |
| Miranda de Sant Antoni                 | 348           | roca   | Sant Antoni     | El Pot                      |                                                               |                      |
| Miranda de Sant Jeroni                 | 301 i 302     | roca   | Sant Jeroni     |                             | 41° 36′ 19.24″ N, 1° 48′ 40.77″ E / 41.6053444°N,1.8113250°E  |                      |
| Miranda del Camell                     | 312.6         | roca   | Sant Jeroni     |                             |                                                               |                      |
| Pont Natural del Serrat de Sant Jeroni | 385.1         | roca   | Serrat del Moro |                             |                                                               |                      |
| Punta Solitud                          | 307           | agulla | Sant Jeroni     |                             |                                                               |                      |
| Puntal de l'Albarda                    | 342           | roca   | Albarda         |                             |                                                               |                      |
| Roca 309                               | 309           | roca   | Sant Jeroni     |                             |                                                               |                      |
| Roca 310                               | 310           | roca   | Sant Jeroni     |                             |                                                               |                      |
| Roca 311                               | 311           | roca   | Sant Jeroni     |                             |                                                               |                      |
| Roca 312                               | 312           | roca   | Sant Jeroni     |                             |                                                               |                      |
| Roca 314                               | 314           | roca   | Sant Jeroni     |                             |                                                               |                      |
| Roca 324                               | 324           | roca   | Serrat del Moro |                             |                                                               |                      |
| Roca 326                               | 326           | roca   | Serrat del Moro |                             |                                                               |                      |
| Roca 332                               | 332           | roca   | Sant Antoni     |                             |                                                               |                      |
| Roca 339                               | 339           | roca   | Albarda         |                             |                                                               |                      |
| Roca 347                               | 347           | roca   | Albarda         |                             |                                                               |                      |
| Roca 349                               | 349           | roca   | Sant Antoni     |                             |                                                               |                      |
| Roca 357                               | 357           | roca   | Sant Antoni     |                             |                                                               |                      |
| Roca 374                               | 374           | roca   | Serrat del Moro |                             |                                                               |                      |
| Roca 375                               | 375           | roca   | Serrat del Moro |                             |                                                               |                      |
| Roca 376                               | 376           | roca   | Serrat del Moro |                             |                                                               |                      |
| Roca 377                               | 377           | roca   | Serrat del Moro |                             |                                                               |                      |
| Roca 381                               | 381           | roca   | Coll de Muset   |                             |                                                               |                      |
| Roca 384                               | 384           | roca   | Coll de Muset   |                             |                                                               |                      |
| Roca 385                               | 385           | roca   | Serrat del Moro |                             |                                                               |                      |
| Roca 386                               | 386           | roca   | Serrat del Moro |                             |                                                               |                      |
| Roca 387                               | 387           | roca   | Serrat del Moro |                             |                                                               |                      |
| Roca 391                               | 391           | roca   | Sant Antoni     |                             |                                                               |                      |
| Roca 393                               | 393           | roca   | Sant Jeroni     |                             |                                                               |                      |
| Roca Atrinxerada                       |               | roca   | Coll de Muset   |                             |                                                               |                      |
| Roca Trobada                           | 389           | roca   | Sant Jeroni     |                             |                                                               |                      |
| Roca de Sant Esteve                    | 346.1         | roca   | Coll de Muset   |                             |                                                               |                      |
| Roca de Sobre el Coll de Muset         | 380           | roca   | Coll de Muset   |                             |                                                               |                      |
| Roca de l'Ocell Mort                   | 322           | roca   | Coll de Muset   |                             |                                                               |                      |
| Roca de la Guineu                      | 346.3         | roca   | Coll de Muset   |                             |                                                               |                      |
| Roca de la Paret de l'Aeri             | 378           | roca   | Sant Antoni     | Sant Patrici                |                                                               |                      |
| Roca de la Pitrada                     | 394           | roca   | Sant Jeroni     |                             |                                                               |                      |
| Roca de loes Onze                      | 351           | roca   | Sant Antoni     |                             |                                                               |                      |
| Roca del Jardí                         | 321           | roca   | Coll de Muset   |                             |                                                               |                      |
| Roca del Pas                           | 377.1         | roca   | Serrat del Moro |                             |                                                               |                      |
| Roca del Saltet                        | 323           | roca   | Coll de Muset   |                             |                                                               |                      |
| Roca del Torrent del Migdia            | 392           | agulla | Sant Jeroni     | L'Oliva                     |                                                               |                      |
| Roca dels Llops                        | 380.1         | roca   | Coll de Muset   |                             |                                                               |                      |
| Roques de les Foradades                | 325           | roques | Serrat del Moro |                             |                                                               |                      |
| Roques del Duc                         | 361           | roques | Sant Antoni     |                             |                                                               |                      |
| Roques del Patriarca 1                 | 352           | roca   | Sant Antoni     |                             |                                                               |                      |
| Roques del Patriarca 2                 | 353           | roca   | Sant Antoni     |                             |                                                               |                      |
| Roques del Patriarca 3                 | 355           | roca   | Sant Antoni     |                             |                                                               |                      |
| Roques del Torrent dels Bugaders       | 382.1 i 382.2 | roques | Coll de Muset   |                             |                                                               |                      |
| Serrat de la Socarrada                 |               | serrat | Coll de Muset   |                             |                                                               |                      |
| Serrat de la Vinya Nova                | 345           | serrat | Coll de Muset   |                             |                                                               |                      |
| Serrat del Duc                         | 362 i 363     | roca   | Sant Antoni     |                             |                                                               |                      |
| Serrat del Moro                        | 364 a 373     | roca   | Serrat del Moro |                             | 41° 36′ 12.66″ N, 1° 48′ 56.64″ E / 41.6035167°N,1.8157333°E  | Serrat del Moro      |
| Serrat dels Tudons                     |               | serrat | Coll de Muset   |                             |                                                               |                      |
| Talaia Gran                            | 304           | agulla | Sant Jeroni     |                             |                                                               |                      |
| Talaia Petita                          | 306           | agulla | Sant Jeroni     |                             |                                                               |                      |
| Talaieta d'en Barbé                    | 308           | agulla | Sant Jeroni     |                             |                                                               |                      |
| Veina del Gegant                       |               | roca   | Sant Jeroni     |                             |                                                               |                      |

### Regió de les Magdalenes o Tebes

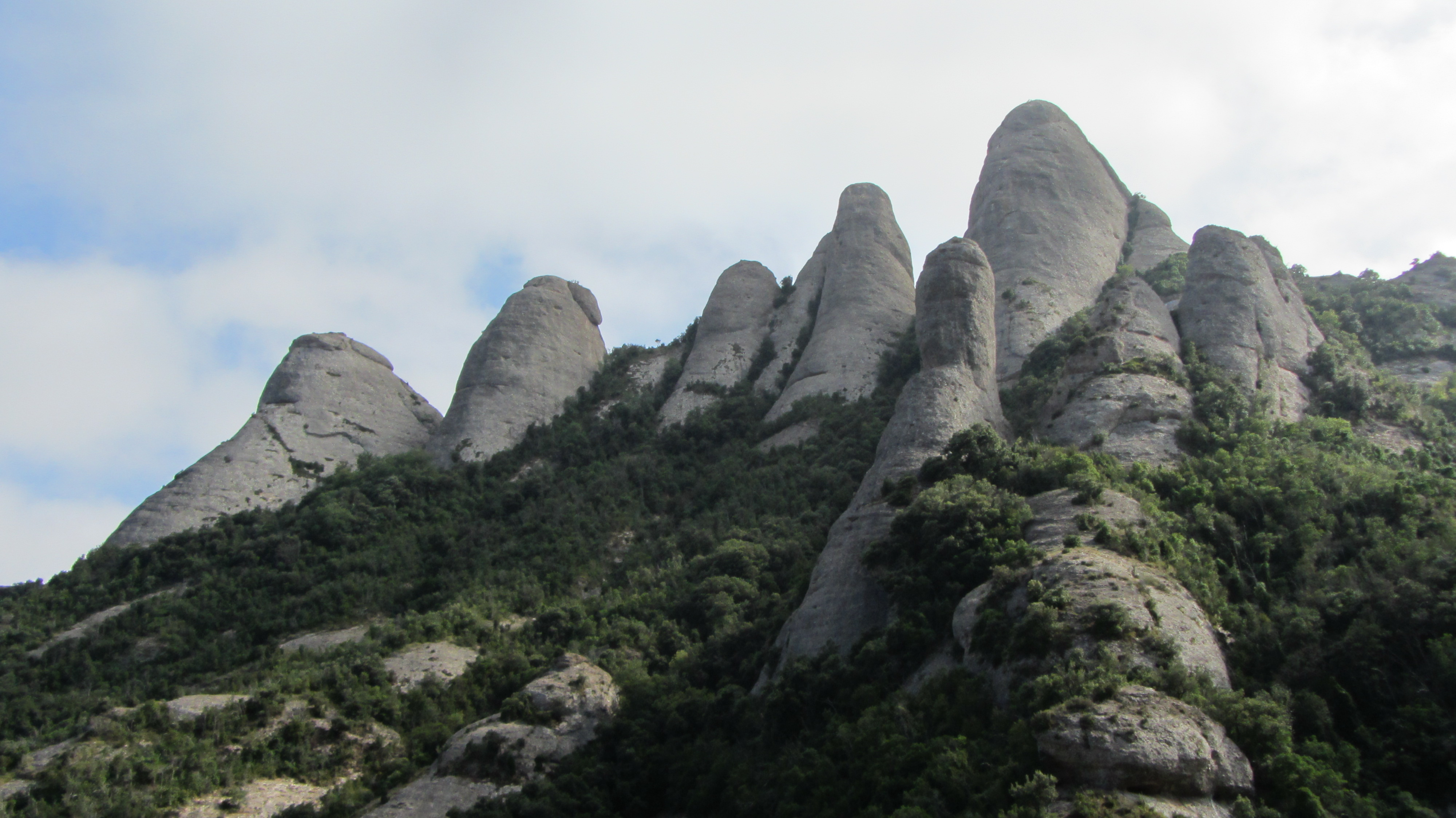
Regió de les Magdalenes o Tebes

| Nom                                        | Número        | Tipus   | Secció             | Altres noms        | Coordenades                                                  | Imatge          |
| ------------------------------------------ | ------------- | ------- | ------------------ | ------------------ | ------------------------------------------------------------ | --------------- |
| Agulla Baixa de Sant Joan                  | 491           | agulla  | Gorres             |                    |                                                              |                 |
| Agulla Baixa de la Creu                    | 489           | agulla  | Santa Cova         |                    |                                                              |                 |
| Agulla Jaume Mata                          | 434           | agulla  | La Plantació       |                    |                                                              |                 |
| Agulla d'en Carles Roig                    | 444           | agulla  | Pollegons          | Jordi Solé i Masip |                                                              |                 |
| Agulla de Cap de Canals                    | 499.3         | agulla  | Serra Llarga       | Serra Llarga       |                                                              |                 |
| Agulla de Sant Cugat                       | 435           | agulla  | La Plantació       |                    |                                                              |                 |
| Agulla de Sant Joan                        | 490           | agulla  | Gorres             |                    |                                                              |                 |
| Agulla de Sant Pere                        | 466.5         | agulla  | Sant Pere          |                    |                                                              |                 |
| Agulla de Serra Llarga                     | 499.3         | agulla  | Serra Llarga       |                    |                                                              |                 |
| Agulla de Sota la Roca Llisa               |               | agulla  | Boirafua           |                    |                                                              |                 |
| Agulla de l'Albert Iglésias                | 466.5         | agulla  | Boirafua           |                    |                                                              |                 |
| Agulla de la Cova                          | 496           | agulla  | Santa Cova         |                    |                                                              |                 |
| Agulla de la Creu                          | 488           | agulla  | Santa Cova         |                    |                                                              |                 |
| Agulla de la Plantació                     | 452           | roca    | La Plantació       |                    |                                                              |                 |
| Agulla del Burro Fort                      | 466.6         | agulla  | Boirafua           |                    |                                                              |                 |
| Agulla del Coll del Serrat                 | 462.7         | agulla  | Pollegons          |                    |                                                              |                 |
| Agulla del Germà Paulí                     | 497 i 497.1   | agulla  | Santa Cova         |                    |                                                              |                 |
| Agulla del Megui                           | 448           | agulla  | La Plantació       |                    |                                                              |                 |
| Agulla del Pessebre                        | 481.5         | agulla  | Pollegons          |                    |                                                              |                 |
| Agulla del Pont Natural de Collbató        |               | agulla  | Boirafua           |                    |                                                              |                 |
| Agulla del Serrat de la Pastereta          | 467.5         | agulla  | Sant Pere          |                    |                                                              |                 |
| Agulla dels Col·leccionistes               | 472           | agulla  | La Plantació       |                    |                                                              |                 |
| Agulla dels Flamencs                       | 481.1         | agulla  | Pollegons          |                    |                                                              |                 |
| Agulla dels Pollegons                      | 441           | agulla  | Pollegons          | Plàtan             |                                                              |                 |
| Agulles Petites del Triangle               |               | agulles | Sant Joan          |                    |                                                              |                 |
| Agulleta de l'Esglai                       |               | agulla  | La Plantació       |                    |                                                              |                 |
| Agulleta dels Dos Forats                   | 474.3         | agulla  | Sant Joan          |                    |                                                              |                 |
| Cap de Mona                                | 483           | roca    | Santa Cova         |                    |                                                              |                 |
| Cap de Sant Joan                           | 474.9         | roca    | Sant Miquel        |                    |                                                              |                 |
| Carena del Cap de Sant Joan                |               | carena  | Sant Miquel        |                    |                                                              |                 |
| Contrafort de les Bateries                 |               | roca    | Boirafua           |                    |                                                              |                 |
| Cota 407                                   | 407           | roca    | Gorres             |                    |                                                              |                 |
| Cota 408                                   | 408           | roca    | Gorres             |                    |                                                              |                 |
| Cota 409                                   | 409           | roca    | La Plantació       |                    |                                                              |                 |
| Cota 410                                   | 410           | roca    | Gorres             |                    |                                                              |                 |
| Cota 411                                   | 411           | roca    | Gorres             |                    |                                                              |                 |
| Cota 413                                   | 413           | roca    | Bellavista         |                    |                                                              |                 |
| Cota 414                                   | 414           | roca    | Bellavista         |                    |                                                              |                 |
| Cota 416                                   | 416           | roca    | La Plantació       |                    |                                                              |                 |
| Cota 417                                   | 417           | roca    | La Plantació       |                    |                                                              |                 |
| Cota 418                                   | 418           | roca    | La Plantació       |                    |                                                              |                 |
| Cota 419                                   | 419           | roca    | La Plantació       |                    |                                                              |                 |
| Cota 420                                   | 420           | roca    | La Plantació       |                    |                                                              |                 |
| Cota 429                                   | 429           | roca    | La Plantació       |                    |                                                              |                 |
| Cota 433                                   | 433           | roca    | La Plantació       |                    |                                                              |                 |
| Cota 436                                   | 436           | roca    | La Plantació       |                    |                                                              |                 |
| Cota 450                                   | 450           | roca    | La Plantació       |                    |                                                              |                 |
| Cota 451                                   | 451           | roca    | La Plantació       |                    |                                                              |                 |
| Cota 453                                   | 453           | roca    | La Plantació       |                    |                                                              |                 |
| Cota 454                                   | 454           | roca    | La Plantació       |                    |                                                              |                 |
| Cota 455                                   | 455           | roca    | La Plantació       |                    |                                                              |                 |
| Cota 463                                   | 463           | roca    | La Plantació       |                    |                                                              |                 |
| Cota 464                                   | 464           | roca    | Sant Pere          |                    |                                                              |                 |
| Cota 466                                   | 466           | roca    | Sant Joan          |                    |                                                              |                 |
| Cota 471                                   | 471           | roca    | La Plantació       |                    |                                                              |                 |
| Cota 474                                   | 474           | agulla  | Sant Joan          |                    |                                                              |                 |
| Cota 474.2                                 | 474.2         | agulla  | Sant Joan          |                    |                                                              |                 |
| Cota 475                                   | 475           | roca    | La Plantació       |                    |                                                              |                 |
| Cota 476                                   | 476           | roca    | La Plantació       |                    |                                                              |                 |
| Cota 493                                   | 493           | roca    | Santa Cova         |                    |                                                              |                 |
| Cota 494                                   | 494           | roca    | Santa Cova         |                    |                                                              |                 |
| Cota 495                                   | 495           | roca    | Gorres             |                    |                                                              |                 |
| Cota 499                                   | 499           | roca    | Serra Llarga       |                    |                                                              |                 |
| El Barretet                                | 456           | agulla  | La Plantació       |                    |                                                              |                 |
| El Pallasso                                | 487           | agulla  | Santa Cova         |                    |                                                              |                 |
| El Pinatell                                | 466.6         | agulla  | Boirafua           |                    |                                                              |                 |
| El Porró                                   | 469           | roca    | La Plantació       |                    |                                                              |                 |
| El Rave                                    | 439           | agulla  | Bellavista         | La Baldufa         |                                                              |                 |
| El Sentinella                              | 437           | agulla  | Bellavista         |                    |                                                              |                 |
| El Tinter                                  | 467.1         | roca    | Pollegons          |                    |                                                              |                 |
| El Trencabarrals                           | 412           | agulla  | Gorres             | Cigar Puro         | 41° 35′ 28.13″ N, 1° 49′ 38.75″ E / 41.5911472°N,1.8274306°E | El Trncabarrals |
| El Xampinyó                                | 466.2         | roca    | Sant Joan          |                    |                                                              |                 |
| Filla Alta de la Presidenta                | 468           | roca    | La Plantació       |                    |                                                              |                 |
| Filla Baixa de la Presidenta               | 478           | roca    | La Plantació       |                    |                                                              |                 |
| Frare de Baix del Clot de la Mònica        | 467.4         | agulla  | Sant Pere          |                    |                                                              |                 |
| Gorra Frígia                               | 401           | roca    | Gorres             |                    | 41° 35′ 24.00″ N, 1° 49′ 33.47″ E / 41.5900000°N,1.8259639°E | La Gorra Frígia |
| Gorra Marinera                             | 406           | roca    | Gorres             |                    |                                                              |                 |
| L'Agulleta de Sant Joan                    |               | agulla  | Sant Pere          |                    |                                                              |                 |
| L'Oblidada                                 | 473           | roca    | La Plantació       |                    |                                                              |                 |
| L'Ou de la Plantació                       | 470           | agulla  | La Plantació       |                    |                                                              |                 |
| La Cantelluda                              | 477           | agulla  | La Plantació       |                    |                                                              |                 |
| La Doble                                   | 423 i 424     | roques  | La Plantació       |                    |                                                              |                 |
| La Granota                                 | 492           | agulla  | Santa Cova         |                    |                                                              |                 |
| La Joguina                                 | 474.4         | roca    | Sant Joan          |                    |                                                              |                 |
| La Mamella                                 | 425           | agulla  | La Plantació       |                    |                                                              |                 |
| La Mamelleta                               | 426           | roca    | La Plantació       |                    |                                                              |                 |
| La Palleta                                 | 462.6         | agulla  | Pollegons          |                    |                                                              |                 |
| La Paparra                                 | 437.1         | agulla  | Bellavista         |                    |                                                              |                 |
| La Planeta                                 | 467.6         | roca    | Pollegons          |                    |                                                              |                 |
| La Presidenta                              | 478           | agulla  | La Plantació       |                    |                                                              |                 |
| La Pulgui                                  | 474.1         | agulla  | Sant Joan          |                    |                                                              |                 |
| La Triple                                  | 430 a 432     | roca    | La Plantació       |                    |                                                              |                 |
| Magdalena Inferior                         | 405           | roca    | Gorres             |                    |                                                              |                 |
| Magdalena Superior                         | 402           | roca    | Gorres             |                    |                                                              |                 |
| Miranda de Sant Joan                       | 407           | turó    | Sant Pere          |                    |                                                              |                 |
| Miranda de Sant Miquel                     | 482           | roca    | Santa Cova         |                    |                                                              |                 |
| Miranda de Sant Pere                       |               | roca    | Sant Pere          |                    |                                                              |                 |
| Miranda de Santa Magdalena                 | 403           | roca    | Gorres             |                    |                                                              |                 |
| Miranda de la Mamella                      | 427 i 428     | roca    | La Plantació       |                    |                                                              |                 |
| Miranda del Monestir                       |               | roca    | Santa Cova         |                    |                                                              |                 |
| Miranda dels Pollegons                     | 459.1         | roca    | Bellavista         |                    |                                                              |                 |
| Orella de la Llebre                        | 499.1 i 499.2 | roques  |                    |                    |                                                              |                 |
| Pollegó Oest                               | 462.3 a 462.5 | roca    | Pollegons          |                    |                                                              |                 |
| Processó dels Monjos                       | 421 i 422     | roques  | La Plantació       |                    |                                                              |                 |
| Punxó de la Pau i la Justícia              | 476.1         | agulla  | La Plantació       |                    |                                                              |                 |
| Punxó del Tatet                            | 474.7         | agulla  | Sant Miquel        |                    |                                                              |                 |
| Roca Alta de Sant Joan                     |               | roca    | Gorres             |                    |                                                              |                 |
| Roca Alta de la Canal de Sant Miquel       | 498           | roca    | Serra Llarga       |                    |                                                              |                 |
| Roca Gris                                  | 445           | roca    | Pollegons          |                    |                                                              |                 |
| Roca Llisa                                 | 466.4         | roca    | Boirafua           |                    |                                                              |                 |
| Roca Mala                                  | 480 i 481     | roca    | Pollegons          |                    |                                                              |                 |
| Roca No Se                                 | 462.1         | roca    | Pollegons          |                    |                                                              |                 |
| Roca Ponent                                | 462.1         | roca    | Pollegons          |                    |                                                              |                 |
| Roca Sobre l'Estació Superior de Sant Joan |               | roca    | Gorres             |                    |                                                              |                 |
| Roca Tormes                                | 481.3         | roca    | Pollegons          |                    |                                                              |                 |
| Roca d'en Jamamoto                         | 499           | roca    | Serra Llarga       |                    |                                                              |                 |
| Roca d'en Marcel                           | 465           | roca    | Sant Pere          |                    |                                                              |                 |
| Roca d'en Torras Homet                     | 449           | roca    | La Plantació       |                    |                                                              |                 |
| Roca davant de la Roca Gris                | 446           | roca    | Pollegons          |                    |                                                              |                 |
| Roca de Fra Garí                           |               | roca    | Santa Cova         |                    |                                                              |                 |
| Roca de Sota el Rellotge                   | 0             | roca    | Sant Pere          |                    |                                                              |                 |
| Roca de l'Artiga Baixa                     | 466.6         | roca    | Sant Pere          |                    |                                                              |                 |
| Roca de l'Esperança                        | 443           | roca    | Pollegons          | Paret del Pont     |                                                              |                 |
| Roca de l'Esquerda                         | 465.1         | roca    | Sant Pere          |                    |                                                              |                 |
| Roca de l'Àngel                            |               | roca    | Santa Cova         |                    |                                                              |                 |
| Roca de l'Àvia                             | 496.2         | roca    | Santa Cova         |                    |                                                              |                 |
| Roca de la Llosa                           | 466.3         | roca    | Sant Joan          |                    |                                                              |                 |
| Roca de la Vomitada                        | 489.1         | roca    | Santa Cova         |                    |                                                              |                 |
| Roca de les Tres Torres                    | 484 a 486     | roca    | Santa Cova         | L'Olla             |                                                              |                 |
| Roca del Camí de l'Artiga Baixa            | 466.6         | roca    | Sant Pere          |                    |                                                              |                 |
| Roca del Divendres Sant                    | 467           | roca    | La Plantació       |                    |                                                              |                 |
| Roca del Gos                               | 496.3         | roca    | Santa Cova         |                    |                                                              |                 |
| Roca del Pas de la Drecera de Sant Joan    | 466.3         | roca    | Sant Joan          |                    |                                                              |                 |
| Roca del Pi                                | 481.2         | roca    | Pollegons          |                    |                                                              |                 |
| Roca del Rellotge                          | 465.2         | roca    | Sant Pere          |                    |                                                              |                 |
| Roca del Sostre de la Costa Dreta          | 466.4         | roca    | Sant Pere          |                    |                                                              |                 |
| Roca del Triangle                          |               | roca    | Sant Joan          |                    |                                                              |                 |
| Roca dels Trullagons                       | 481.6         | roca    | Pollegons          |                    |                                                              |                 |
| Roques de Sota el Rave                     |               | roques  | Bellavista         |                    |                                                              |                 |
| Roques del Camí de les Ermites             |               | roques  | Sant Miquel        |                    |                                                              |                 |
| Roques del Fascicle                        | 474.8         | roques  | Sant Miquel        |                    |                                                              |                 |
| Roques dels Escolans                       | 474           | roques  | Serrat dels Monjos |                    |                                                              |                 |
| Serra Llarga                               | 499.5 a 499.7 | serra   | Serra Llarga       |                    |                                                              |                 |
| Serra de les Garrigoses                    | 499.7 a 499.9 | serra   | Boirafua           |                    |                                                              |                 |
| Serrat d'en Muntaner (Superior i Inferior) | 467.4         | roca    | Sant Pere          |                    |                                                              |                 |
| Serrat de l'Artiga Alta                    | 467.2 i 467.3 | serrat  | Pollegons          |                    |                                                              |                 |
| Serrat de la Bellavista                    | 457 a 461     | serrat  | Bellavista         |                    |                                                              |                 |
| Serrat de la Guàrdia                       |               | serrat  | Boirafua           |                    |                                                              |                 |
| Serrat de la Pastereta                     |               | serrat  | Sant Pere          |                    |                                                              |                 |
| Serrat del Penitent                        |               | serrat  | Sant Pere          |                    |                                                              |                 |
| Serrat dels Monjos                         |               | serrat  | Serrat dels Monjos |                    |                                                              |                 |
| Serrat dels Pollegons                      | 442           | serrat  | Pollegons          |                    | 41° 35′ 14.0″ N, 1° 48′ 58.2″ E / 41.587222°N,1.816167°E     |                 |
| Tossal de la Boirafua                      | 499.8         | roca    | Boirafua           |                    |                                                              |                 |
| Turó de Sant Miquel                        | 498           | turó    | Sant Miquel        |                    |                                                              |                 |
| Turó del Torrent del Pont                  | 481.6         | turó    | Pollegons          |                    |                                                              |                 |
| Ullal de les Magdalenes                    | 404           | roca    | Gorres             |                    |                                                              |                 |
| Veïna del Rave                             | 440           | roca    | Bellavista         |                    |                                                              |                 |

### Regió de Sant Salvador o Tebaida

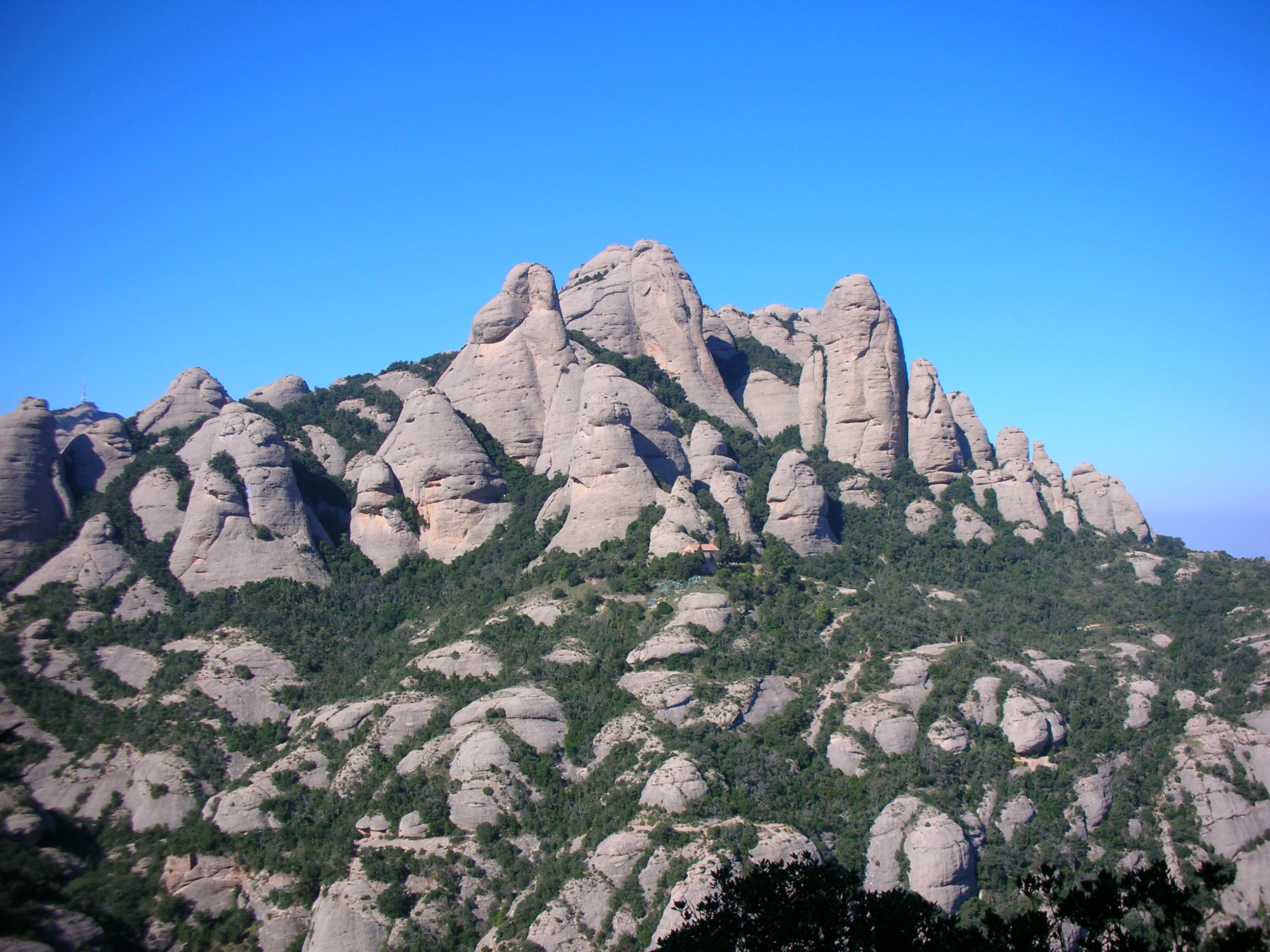
Regió de Sant Salvador o Tebaida

| Nom                                           | Número          | Tipus      | Secció          | Altres noms                   | Coordenades                                                   | Imatge           |
| --------------------------------------------- | --------------- | ---------- | --------------- | ----------------------------- | ------------------------------------------------------------- | ---------------- |
| Agulla de Sant Benet                          | 516             | agulla     | Monestir        |                               |                                                               |                  |
| Agulla de la Canal Plana                      |                 | agulla     | Cavall Bernat   |                               |                                                               |                  |
| Agulla de la Maria Lluïsa                     |                 | agulla     | Cavall Bernat   |                               |                                                               |                  |
| Agulla de la Perduda                          |                 | agulla     | Cavall Bernat   |                               |                                                               |                  |
| Agulla de la Verge                            | 584             | agulla     | Monestir        |                               |                                                               |                  |
| Agulla del Camí                               | 515             | agulla     | Monestir        |                               |                                                               |                  |
| Agulla del Consol                             | 550             | agulla     | Cavall Bernat   |                               |                                                               |                  |
| Agulla del Gat Petit                          | 525             | agulla     | Monestir        |                               |                                                               |                  |
| Agulla del Llapis                             | 562             | agulla     | Cavall Bernat   |                               |                                                               |                  |
| Agulla del Pas de la Burra                    | 514.3           | agulla     | Monestir        |                               |                                                               |                  |
| Agulla del Pelaque                            | 514.2           | agulla     | Monestir        |                               |                                                               |                  |
| Agulla del Pla dels Ocells                    | 522             | agulla     | Monestir        |                               |                                                               |                  |
| Agulla dels Degotalls                         | 543             | agulla     | Flautats        |                               |                                                               |                  |
| Agulla dels Retornats                         | 581             | agulla     | Monestir        |                               |                                                               |                  |
| Barretina Gran                                | 566             | agulla     | Cavall Bernat   |                               |                                                               |                  |
| Barretina Petita                              | 567             | agulla     | Cavall Bernat   |                               |                                                               |                  |
| Bauma de Sant Benet                           | 514.1           | roca       | Monestir        |                               |                                                               |                  |
| Boleta de la Fissura                          | 588             | roca       | Torrent Escuder |                               |                                                               |                  |
| Cadireta del Diable                           | 508             | agulla     | Flautats        |                               |                                                               |                  |
| Carena del Merlet del Pla dels Ocells         | 521             | roca       | Monestir        |                               |                                                               |                  |
| Cavall Pinteta                                | 590.1           | roca       | Mullapans       |                               |                                                               |                  |
| Contrafort de Sant Dimes                      | 577.1           | roca       | Monestir        |                               |                                                               |                  |
| Contrafort de la Prenyada                     | 513             | contrafort | Monestir        |                               |                                                               |                  |
| Contrafort del Diable                         | 594             | roca       | Monestir        |                               |                                                               |                  |
| Cota 517                                      | 517             | roca       | Monestir        |                               |                                                               |                  |
| Cota 518                                      | 518             | roca       | Monestir        |                               |                                                               |                  |
| Cota 519                                      | 519             | roca       | Monestir        |                               |                                                               |                  |
| Cota 527                                      | 527             | roca       | Monestir        |                               |                                                               |                  |
| Cota 529                                      | 529             | roca       | Monestir        |                               |                                                               |                  |
| Cota 540                                      | 540             | roca       | Flautats        |                               |                                                               |                  |
| Cota 541                                      | 541             | roca       | Flautats        |                               |                                                               |                  |
| Cota 558                                      | 558             | roca       | Flautats        |                               |                                                               |                  |
| Cota 559                                      | 559             | roca       | Flautats        |                               |                                                               |                  |
| Cota 563                                      | 563             | roca       | Cavall Bernat   |                               |                                                               |                  |
| Cota 568                                      | 568             | roca       | Cavall Bernat   |                               |                                                               |                  |
| Cota 571                                      | 571             | roca       | Cavall Bernat   |                               |                                                               |                  |
| Cota 572                                      | 572             | roca       | Cavall Bernat   |                               |                                                               |                  |
| Cota 574                                      | 574             | roca       | Cavall Bernat   |                               |                                                               |                  |
| Cota 575                                      | 575             | roca       | Cavall Bernat   |                               |                                                               |                  |
| Cota 590                                      | 590             | roca       | Mullapans       |                               |                                                               |                  |
| Cota 593                                      | 593             | roca       | Flautats        |                               |                                                               |                  |
| El Cavall Bernat                              | 548             | agulla     | Cavall Bernat   |                               | 41° 36′ 2.429″ N, 1° 49′ 21.83″ E / 41.60067472°N,1.8227306°E | El Cavall Bernat |
| El Didal                                      | 580             | agulla     | Cavall Bernat   | La Flama                      |                                                               |                  |
| El Fantasma                                   | 588.1           | roca       | Torrent Escuder |                               |                                                               |                  |
| El Fesolet                                    | 504             | agulla     | Flautats        |                               |                                                               |                  |
| El Fesolet Inferior                           | 503             | agulla     | Flautats        | Roca del Moro Joan            |                                                               |                  |
| El Pebrot                                     | 533             | agulla     | Flautats        |                               |                                                               |                  |
| El Pito del Sereno                            | 535             | agulla     | Flautats        |                               |                                                               |                  |
| El Projectil                                  | 570             | agulla     | Cavall Bernat   |                               |                                                               |                  |
| El Quist                                      | 538.2           | agulla     | Flautats        |                               |                                                               |                  |
| El Sereno                                     | 534             | roca       | Flautats        |                               |                                                               |                  |
| Els Corns                                     |                 | roca       | Monestir        |                               |                                                               |                  |
| Els Flautats                                  | 505 a 507       | agulles    | Flautats        |                               |                                                               |                  |
| L'Avortó                                      | 511             | roca       | Monestir        |                               |                                                               |                  |
| L'Elefantet                                   | 583             | roca       | Monestir        |                               |                                                               |                  |
| La Cara de la Vella                           | 532             | roca       | Flautats        |                               |                                                               |                  |
| La Carota                                     | 536             | agulla     | Flautats        |                               |                                                               |                  |
| La Despistada                                 | 569             | agulla     | Cavall Bernat   |                               |                                                               |                  |
| La Mitra                                      | 560             | agulla     | Flautats        |                               |                                                               |                  |
| La Momieta                                    | 510             | roca       | Monestir        |                               |                                                               |                  |
| La Mòmia                                      | 509             | roca       | Monestir        |                               |                                                               |                  |
| La Nansa                                      | 561             | agulla     | Flautats        |                               |                                                               |                  |
| La Nineta                                     | 537             | agulla     | Flautats        |                               |                                                               |                  |
| La Panxa del Bisbe                            | 520             | roca       | Monestir        | L'Antipàtica                  |                                                               |                  |
| La Porra (Montserrat)                         | 530             | agulla     | Flautats        |                               |                                                               |                  |
| La Prenyada                                   | 512             | roca       | Monestir        | El Bisbe (antigament)         |                                                               |                  |
| La Punxa                                      | 531             | agulla     | Flautats        |                               |                                                               |                  |
| La Trompa de l'Elefant                        | 502             | roca       | Monestir        |                               |                                                               |                  |
| La Trona                                      | 586             | roca       | Mullapans       |                               |                                                               |                  |
| La Trumfa                                     | 528             | roca       | Monestir        |                               |                                                               |                  |
| La Xirimoia                                   | 538.1           | agulla     | Flautats        |                               |                                                               |                  |
| Merlet de la Verge                            |                 | roca       | Monestir        |                               |                                                               |                  |
| Merlet del Pla dels Ocells                    |                 | roca       | Monestir        |                               |                                                               |                  |
| Morral del Cavall                             | 549             | roca       | Cavall Bernat   |                               |                                                               |                  |
| Pedrís dels Bisbes                            |                 | roques     | Flautats        |                               |                                                               |                  |
| Petit Gat                                     | 590.2           | agulla     | Mullapans       | Agulla del Riu                |                                                               |                  |
| Quarta de Trinitats                           | 538             | agulla     | Flautats        | Boleta de Trinitats           |                                                               |                  |
| Ressalt dels Pelegrins                        | 589             | roca       | Torrent Escuder |                               |                                                               |                  |
| Roc Gros                                      |                 | roca       | Torrent Escuder |                               |                                                               |                  |
| Roca Alta de la Drecera de la Font del Gat    | 543.1           | roca       | Flautats        |                               |                                                               |                  |
| Roca Baixa de la Drecera de la Font del Gat   | 543.2           | roca       | Flautats        |                               |                                                               |                  |
| Roca Sobre l'Agulla del Camí                  | 542             | roca       | Monestir        |                               |                                                               |                  |
| Roca d'en Barberà                             | 592             | roca       | Monestir        |                               |                                                               |                  |
| Roca d'en Markus Kamen                        | 591             | roca       | Monestir        |                               |                                                               |                  |
| Roca de Sant Benet Sense Nom                  | 524             | roca       | Monestir        |                               |                                                               |                  |
| Roca de Sant Dimes                            | 523             | roca       | Monestir        |                               |                                                               |                  |
| Roca de Sant Salvador                         | 501             | roca       | Monestir        | L'Elefant                     |                                                               |                  |
| Roca de l'Urbain                              |                 | roca       | Cavall Bernat   |                               |                                                               |                  |
| Roca de la Mitjatarda                         |                 | roca       | Torrent Escuder | Roca dels Bombers             |                                                               |                  |
| Roca de la Santa Creu                         |                 | roca       | Monestir        |                               |                                                               |                  |
| Roca de les Aigües                            | 587.1           | roca       | Mullapans       |                               |                                                               |                  |
| Roca de les Lluernes                          | 564             | roca       | Cavall Bernat   |                               |                                                               |                  |
| Roca del Bosc                                 | 539             | roca       | Flautats        |                               |                                                               |                  |
| Roca del Capvespre                            |                 | roca       | Torrent Escuder |                               |                                                               |                  |
| Roca del Gat                                  | 526             | roca       | Monestir        |                               |                                                               |                  |
| Roca del Pas dels Francesos                   | 582             | roca       | Monestir        |                               |                                                               |                  |
| Roca dels Corbs                               | 585             | roca       | Mullapans       |                               |                                                               |                  |
| Roca dels Àngels                              |                 | roca       | Flautats        |                               |                                                               |                  |
| Roques A, B i C de sobre l'Agulla de la Verge |                 | roques     | Monestir        |                               |                                                               |                  |
| Roques Baixes del Forat del Vent              | 578             | roques     | Cavall Bernat   |                               |                                                               |                  |
| Roques de Sota el Camí de l'Arrel             |                 | roques     | Flautats        |                               |                                                               |                  |
| Roques del Forat del Vent                     | 556, 579 i 555  | roques     | Cavall Bernat   |                               |                                                               |                  |
| Roques dels Falcons                           | 551 a 553       | roca       | Cavall Bernat   |                               |                                                               |                  |
| Serra de les Lluernes                         | 576 i 544 a 547 | serra      | Cavall Bernat   |                               |                                                               |                  |
| Serrat de les Barretines                      | 554 i 565       | serrat     | Cavall Bernat   |                               |                                                               |                  |
| Serrat del Forat del Vent                     | 573 i 557       | serrat     | Cavall Bernat   |                               |                                                               |                  |
| Sostre del Monestir                           |                 | roca       | Monestir        | Sostre del Castell del Diable |                                                               |                  |
| Talaia de Sant Dimes                          | 577             | roca       | Monestir        |                               |                                                               |                  |
| Tascó de la Vall Mala                         |                 | roca       | Monestir        |                               |                                                               |                  |
| Tossal de Mullapans                           | 587             | agulla     | Mullapans       |                               |                                                               |                  |
| Totxo Santana                                 | 514.5           | roca       | Monestir        |                               |                                                               |                  |
| Totxo del Paco                                | 514.4           | roca       | Monestir        |                               |                                                               |                  |